# 심령주의

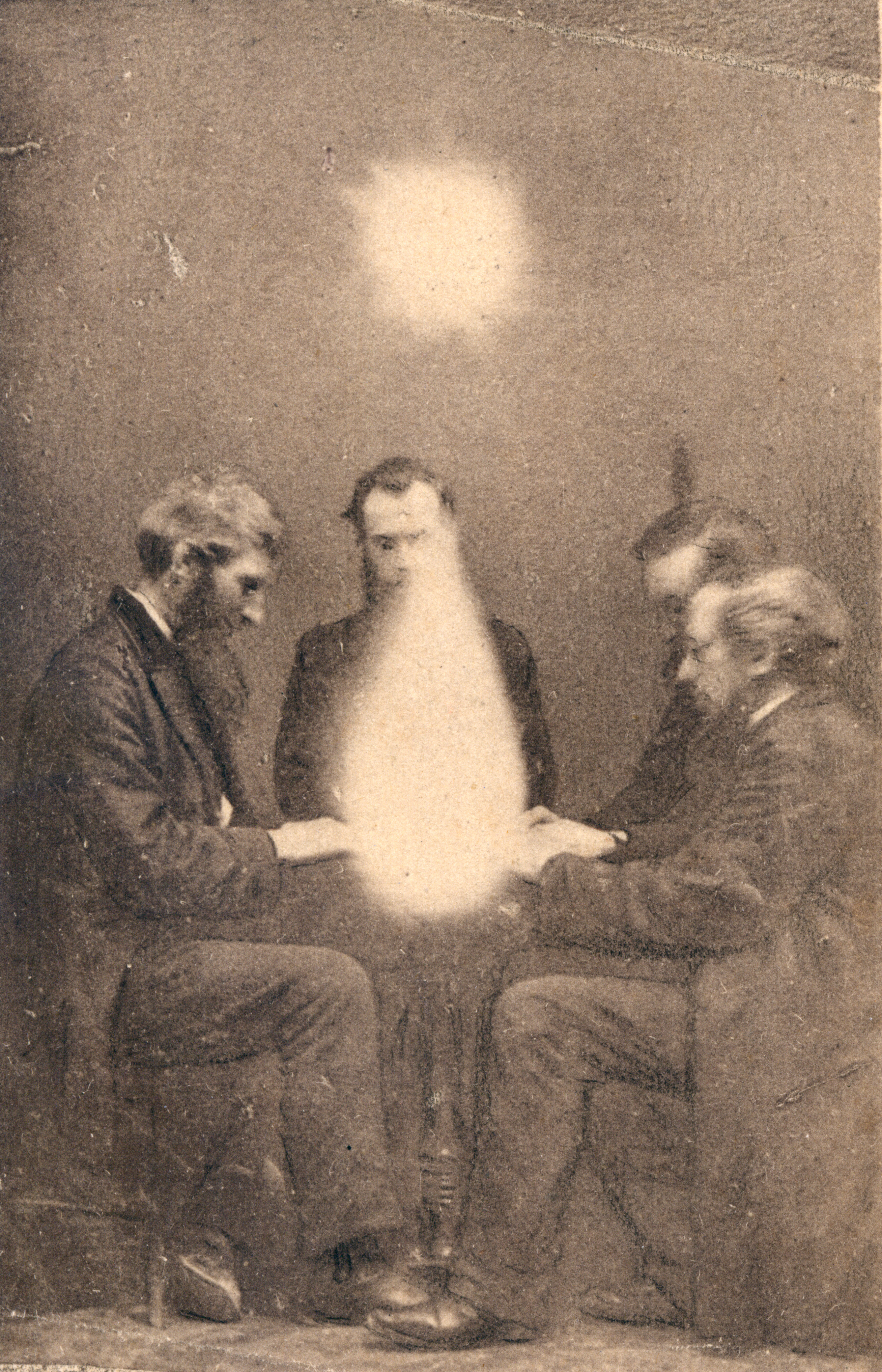
사망자의 영혼과 교신하는 것을 목적으로 하는 교령회 (강령회). 잉글랜드, 1872년

심령주의(心靈主義)는 유심론(唯心論, Spiritualism), 교령술(交靈術, spiritism)의 번역의 하나로, 사람은 육체와 영혼으로부터 되어, 육체가 소멸해도 영혼은 존재해, 현세의 인간이 사망자의 영혼과 교신할 수 있다는 사상, 신앙, 인생철학, 실천이다. Spiritualism은 심령술(心靈術), 교령방법(交靈方法), 심령론(心靈論), 강신설(降神說) 등이라고도 번역된다.
심령주의는 영어: spiritualism (유심론)의 번역의 하나이지만, '유심론' '정신주의'라고도 번역되기 때문에 주의가 필요하다. 유심론은 정신의 독립한 존재와 우위를 말하는 학설이며, 철학에서는, 심령주의 (심령론)는 유심론에 포함된다.
영혼의 사후 존속이나 사망자와의 교류 등의 신앙은 온 세상에서 볼 수 있지만, 심령주의 (유심론)라는 말은 19세기 중반에 미국에서 시작된 것을 가리키는 것이 많아, 사후의 세계와의 교신이나 초능력의 퍼포먼스를 초점으로 하는 종교 운동이라고도 이해된다. 영혼과의 교신은 교령회 (강령회)로 불려 영매가 중매가 되는 것이 많다. 근대의 심령주의는 19세기 후반에 전성기를 맞이했다. 온 세상을 둘러싸고 1960년대 중반에 일본에도 도달하고 있어, 일본의 신종교에의 영향도 크다. 일본에서는 영국에서 심령주의를 배운 에하라 히로유키 (1964 - )가 심령주의에 현대의 세라피 문화를 받아 들여 현대풍으로 어레인지해, 정신적이라는 말을 이용했다. 강원은 2000년대 초두 미디어의 총아가 되어 '정신적·붐'이 일어났기 때문에, 현대의 일본에서는 정신적이라는 말은 심령주의를 포함하는 것으로도 보급되어 있다. 심령주의 (유심론)는 영성이나 종교성, 정신성, 정신 세계라고 번역되는 '영성'과 다른 개념이다. 그러나, 일본에서는 심령주의 같이, 영성도 정신적으로 불리는 일이 있다.
근대의 심령주의는 사망자와의 교류로부터 시작되었지만, 교령회, 골상학, 근대 신지학과 그 영역은 퍼져, 과학자나 사상가의 지지를 얻으면서 시대의 정신으로 성장해, 이윽고 사회 개혁 운동으로서 발전했다. 세기말부터 제1차 세계 대전까지의 모더니즘을 낳은 정신적 온상의 하나이지만, 그 중에서는 이채를 발하고 있어 문화사·사상사에서는 주류가 되었던 적이 없고, 주변적인 테마로서 다루어져 왔다. 1948년에 아메리카 합중국에서 일어난 하이즈빌 사건에 의해서 큰 흐름이 되어, 최성기에는 구미에서 800만명 이상의 지지자가 있었다고 말해진다. 사회에 넓게 받아 들여져 다수의 사람이 진실하다고 믿어 당시의 대표적인 과학자들의 조사 대상이 되어 있었다. 20세기에 들어가는 무렵에는 현상으로서는 거의 임종했지만, 20세기 후반에도 영향을 계속 주고 있다.
17세기의 근대 자연과학, 18세기의 계몽주의, 19세기의 통신 수단의 발달, 기독교의 권위의 저하, 과학·테크놀로지의 발달, 소비사회가 시작되어, 산업혁명 이후의 급속한 문명화의 영향에 의한 종교적·정신적 고갈 상태, 남북 전쟁이나 전염병의 유행 밤미국인의 단명화라는 상황의 아래에서, 교회나 성직자에 대신해, 친한 사람의 죽음의 슬픔이나 자기 자신의 죽음에의 불안이라는 근본적인 고민에 응하는 것으로서 지지를 모았다. 당시부터, 교령회 (강령회)나 영혼에 의한 현상에 수많은 트릭이 이용되고 있는 것은 인식되고 있었지만, 그런데도 존속한 것은 이 때문이다.
심령주의는 개인으로서의 인간의 완성과 행복을 목표로 하는 근대의 자기 종교로서 한 측면을 가져, 건설적으로 밝은 사회 개혁 운동이기도 했다, 노예 제도 폐지 운동이나 여성 참정권 획득의 운동과도 관계가 있다. 리소사회 (세속적 천년왕국)를 이 세상에 실현하려는 점에 비해, 유토피아 운동, 사회주의 (공상적 사회주의)와의 관계도 깊다, 사회 정신사적으로는 당시 과학으로서 큰 영향력이 있던 골상학과 메스머주의 (히프노티즘, 최면술), 이 양자가 융합한 새로운 정신과학·골상 메스머주의에 직접 연결된다. 근대 신지학의 창시자 헬레나 블라바츠키는 원래 심령주의의 영매이며, 서로의 영향은 깊고, 근대 신지학은 이이트의 작시나 칸딘스키들의 모더니즘 회화에의 영향도 컸다. 또 19세기 후반에는 심령주의의 심리학화라는 흐름이 일어났다. 심리학자 융의 출발점에는 심령주의가 있어, 이 흐름은 심층심리학에 연결된다.
심령주의는, 현재는 주로, 유럽 대륙과 라틴 아메리카에서 볼 수 있으며 특히 브라질에서 번성한다. 19세기 중반에 프랑스인 알란 카르덱가 체계화해, 윤회전생과 영혼의 진화를 교의에 도입한 심령주의의 일파 카르데시즘은 브라질에게 전해져 모세, 그리스도에 뒤잇는 제3계시로서 받아 들여졌다. 20세기 초두에는, 브라질은 세계에 으뜸가는 심령주의 에스피리티즈모)의 나라가 되었다. 현재 브라질의 카르데시즘의 영향력은 그 사상이 태어난 프랑스를 아득하게 넘고 있다.

## 기원·배경
근대의 심령주의는 1848년에 아메리카 합중국에서 일어난 하이즈빌 사건에 의해서 큰 조류가 되었지만, 그 이전에 심령주의를 준비하는 여러 가지 요인이 있었다. 심령주의의 배경에 대해 말한다.

### 철학
심령주의는 인간의 사후 존속을 믿는 사상이다. 17세기 말의 철학자 고트프리트 라이프니츠 (1646년 - 1716년)는 그의 기본적 이념에 의해서 사후 존속에 대해 하나의 완벽한 교리를 쌓아 올렸다. 심령주의의 이론의 베이스에는 라이프니츠의 단자론이 있는 것이다. 라이프니츠는, 우주는 불멸의 심령적 원자인 '영혼' (단자)의 무수로부터 성립되고 있어 각각의 단자의 완전함의 정도는 달라, 보다 완전한 상태로 향해 발전하려는 경향을 가지고 있다고 생각했다. 생물과 같은 복합체는 단자의 집합체이며, 영혼인 주요 단자의 지배를 받고 있다. 그리고, 어느 상태로부터 다른 상태에의 '비약'은 자연적이지 않고, 삶과 죽음도 연속한 것이라고 생각했다. 또, 영혼은 신이 닮은 모습이며, 인간의 영혼은 다른 별로 보다 완전한 의식을 가져 존속한다고 믿을 수 있다고 했다. 다만, 우주 및 신은 무한해도, 인식 (의식)은 완성할 수 없다. 그리고 행복은 새로운 기쁨과 새로운 완전에 향하는 '끊임없는 진보' 중에 있다고 생각했다.
철학자 샤를르 보네 (1720년 - 1793년)는 스스로의 생물학에 근거해 라이프니츠의 사상을 발전시켜, 생물은 눈에 보이지 않고 불멸인 '원상회복의 싹'을 내장하고 있어, 그 싹은 차례차례 성장해 현현하지만, 이것은 육체의 죽음의 후도 마찬가지라고 했다. 인간은 육체의 사후, 우주의 새로운 사태에 적응한 새로운 생존에 재생할 수 있다고 생각했다 ('전생' (파린게네시아)의 설).
철학자 이마누엘 칸트 (1724년 - 1804년)는 사후의 세계의 성질이 아니고, 그 진리를 '증명하는' 가능성에 대한 견해를 나타냈다. 칸트는, 합리적 형이상학은 사후 존속의 문제에 아무런 근거가 있는 것을 가르치지 않지만, 우리는 지적은 아니고 도덕적 직관에 의해서, 선천적으로 정해진 '무조건 명령'을 스스로의 안에 찾아낸다고 말하고 있다. 그 도덕률을 가장 자주 규정하는 원리는 '자신의 의지와 행동을 모든 이성적인 인간의 그것과 일치시키는 것에 노력하는' 것이다. 칸트는 그 이성 상호간의 조화를 '목적의 왕국'이라고 불렀지만, 완성은 이 세상에서는 불가능하게 느껴져 경험적으로도 불가능하다. 완성에는 우리의 한없는 존속에 의하는 한 어느 인격의 진전 밖에 없고, 따라서 영혼은 불사여야 한다.
19세기는 전체적으로, 불사와 진보와의 생각을 연결시키는 칸트의 근본적 입장을 이었다. 칸트를 이은 사후 존속의 해석은 크게 둘로 나눌 수 있다. 하나는 칸트 및 라이프니츠의 진정의 사상을 충실히 지켜, 생전의 인격이 사후도 인계되는, 인격적 사후 존속이라는 형태로 생각하는 일파이다. 또 하나는 칸트를 바르후 데 스피노자 (1632년 - 1677년)의 사상으로 보충해, 오히려 절대 정신을 인정해 그것의 발전이 개개의 존재자를 관철해, 한 편 개개의 존재자에 의해서 서서히 완성된다고 하는 태도이다. 후자의 입장은 '영원한 인류'라는 순수하게 차세적인 불사 사상에 결합되었다. 레이노의 '땅과 하늘' (1854년)에서는, 인간의 삶은 천체로부터 천체로 옮겨, 이전의 과실을 갚는 생애의 연속이며, 완성할 리가 없는 시련과 벌과 완성에의 진전이다. 영혼은 점점 향상해, 그 걸음은 신성한 계획과 세계와 세계의 조화의 기능에 따르는 것이라고 한다.
초기의 사회학자 샤를 푸리에 (1772년 - 1837년)는 저작 '가정과 농업의 조합' (1822년) 수록의 '우주 개벽설' 등에서, 천체는 도덕이나 지성을 가지는, 영혼 있는 한 개의 생물이며, 거기에 사는 것은 천체에는 뒤떨어지지만 영원의 영혼을 가지고 있다고 말하고 있다. 개체가 죽으면 영혼은 근처의 공간 (저승)으로 옮겨, 그리고 원래의 천체의 주민으로 다시 태어나 돌아온다는 왕복을 81000년 간에 810회 반복해, 합계 1620회의 생애가 있다고 계산했다. 중 27000년은 지구에서, 54000년은 그 세상에서 살게 된다. 푸리에는, 개인은 그 많은 생애의 사이에 점점 향상한다고 생각했다. 지구가 사멸하면, 지구의 영혼은 거기에 사는 영혼을 데려 새로운 천체로 옮겨, 개개의 영혼은 개성을 잃어 천체의 영혼에 용해한다고 한다. 이 장대한 상승 과정이 최종적으로 어떻게 될지는 기술되지 않았다.

### 스베덴보리
심령주의에 영향을 준 인물로서 스웨덴 출신의 과학자·신학자·신비주의 사상가 엠마누엘 스웨덴보리 (1688 - 1772)가 들 수 있다. 영계를 견문해 기록한 것으로 알려져 영혼 능력을 발휘했다는 사례도 남아 있다. 일류의 자연과학자였지만, 과학의 경험적 인식의 한계를 자각해, 여러 가지 비전을 보게 되어, 시령자로서 성서의 영적 연구를 실시했다. 영혼의 독립 존재, 사후 존속을 믿어 스스로 천사나 영혼이라고 말해, 영계를 견문해, 천계, 지계, 영계 등에 대해서 자세하게 기술해, 그 저작은 계몽시대의 유럽에 큰 영향을 주었다. 일본 여자 대학의 니이미 하지메자는 그의 저작이 문학적 상상력의 산물이 아닌 것, 근대 과학에 상당한 실적을 남긴 인물에 의한 것은 중요하다고 지적하고 있다. 산 시몬, 샤를 푸리에 등의 유토피아주의자 (초기의 사회주의자)는 스웨덴보리가 묘사한 천계의 모습에 강한 영향을 받아 '지상의 낙원'으로서의 유토피아를 마음에 그려, 스스로의 세계관과 교설을 형성했다고 한다.

### 메스머
프란츠 안톤 메스머 (1734 - 1815)는 프랑스의 파리에서 동물 자기 최면치료법 (동물 자기 요법, 메스머주의)에 따라 일대 센세이션을 일으킨 오스트리아의 의사이다. 동물 자기 최면치료법은 후에 최면술이 되었다. 18세기의 유럽에서는 '암석자기', '우주 자기', '혹성 자기'라는 3종류의 자기력이 존재한다고 생각되고 있었다. 메스머는 이러한 그 밖에, 인간이나 동물의 몸을 움직이는 4번째의 자기력이 있다고 생각해 '동물 자기' (animal magnetism)이라고 불렀다. 이 명칭은 animal의 어원인 라틴어의 animus (애니머스)에 유래한다. animus는 영어로 breath ('생명, 호기')를 의미하며, 메스머는 '생명, 호기'를 가지는 모든 생물은 '동물 자기'의 힘을 가진다고 생각했다, 동물 자기는 자기를 띤 유체이며, 전기나 인력과 같은 물리적인 힘이라고 한다. 메스머는 동물 자기의 불균형에 의해서 병이 든다고 생각해 이것을 조작해 병을 치료하려고 시도했다. 당시는 원시적인 정신요법이 점차 정신 분석으로 바뀌어가, 신앙 치료가 기독교 과학에 합류해, 고대의 미신이 심령주의나 초심리학과 융합하는 근처에 위치하고 있었다. 동물 자기는 유럽의 자연마술의 문맥으로 연결되는 것이며, 마술적인 가상 실체와 물리적인 실체의 양쪽 모두의 요소를 겸비하는 것이다. 메스머는 동물 자기 최면치료법으로 많은 환자를 치료해, 파리의 여론은 메스머을 위대한 의사·과학자라고 보는 것과 동물 자기는 유사 과학이며, 그는 사기 의사라고 생각하는 사람으로 2분되었다. 1784년의 과학 아카데미의 조사에서, 동물 자기가 존재하는 증거는 없다는 결론에 이르러, 이 요법은 불이 되었지만, 최면 연구의 단서가 되었다. 19세기에는 메스머주의 (동물 자기설)에 의해서, 벌써 인간의 무의식의 현상이 발견되고 있었다. 메스머주의 또는 최면술로 트랜스 상태가 된 피험자가 보이는 초상현상은 후의 심령주의로 영매가 연기하는 심령현상을 닮은 점도 많다.
메스머주의는 1843년 경에, 인간의 성격이나 능력은 뇌의 기관에 근거하고 있어 머리뼈의 형상으로부터 그것을 판단할 수 있다는 골상학과 합체해 '골상 메스머주의'가 되어, 심령주의와 융합했다. 골상학은 현재는 유사 과학이지만, 당시는 진정의 과학이었다.
스베덴보리와 메스머를 합체 시킨 심령주의자로서 미국의 앤드류 잭슨 데이비스 (1826 - 1910)가 있다. 1847년에 메스머주의의 실험을 통해 체험한 사건을 정리해 '자연의 원리, 그 신적 계시, 인류에게의 소리'로서 출판했다. 이 책은 스베덴보리의 영계 사상과 푸리에의 사회주의가 혼재하는 것으로, 하이즈빌 사건 전에 출판된 책이지만, 미국 심령주의의 최초의 이론적 저작이라고 해진다.

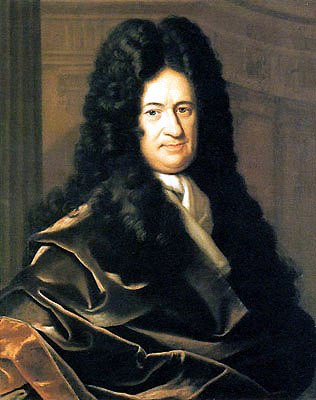
고트프리트 라이프니츠
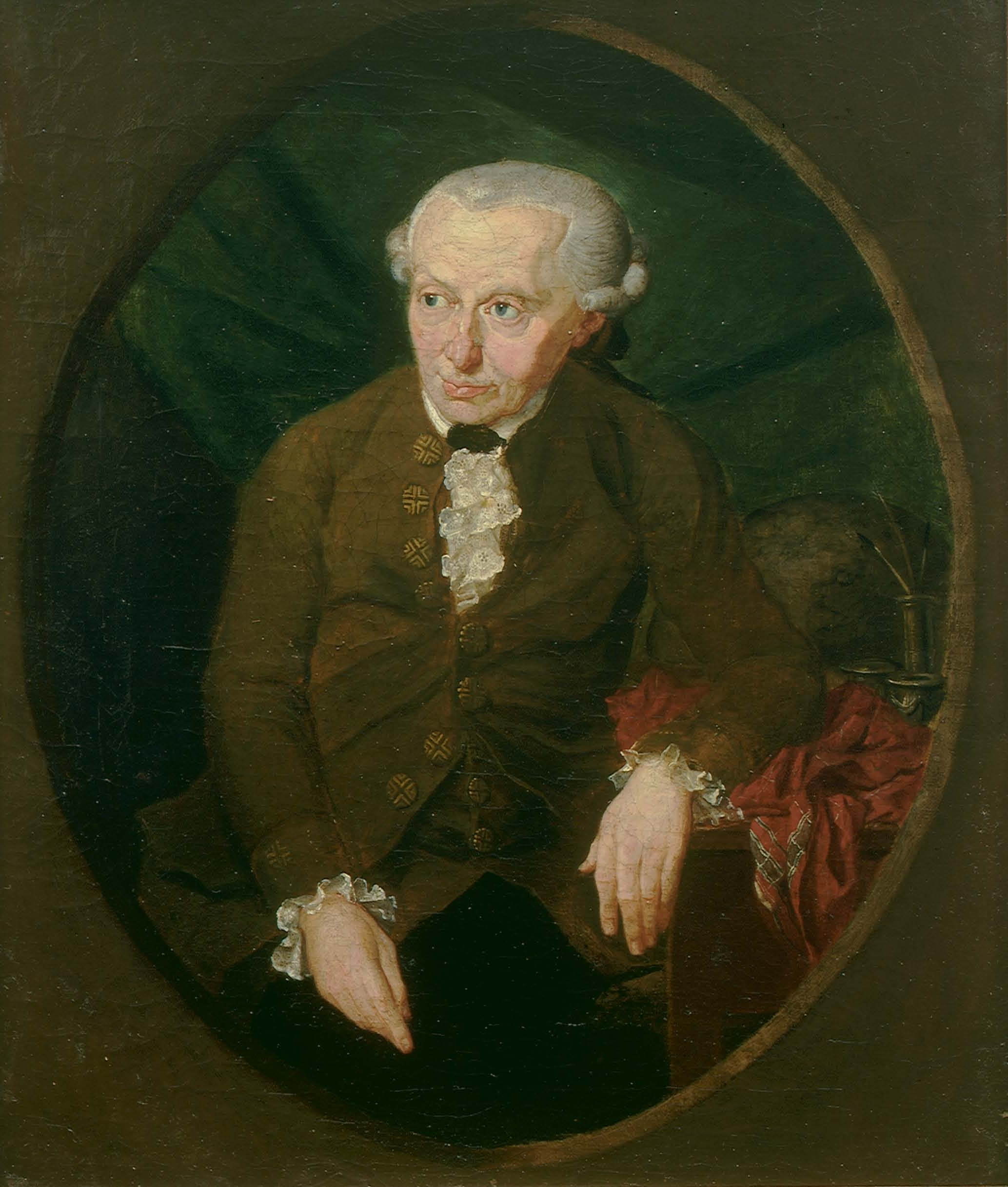
이마누엘 칸트
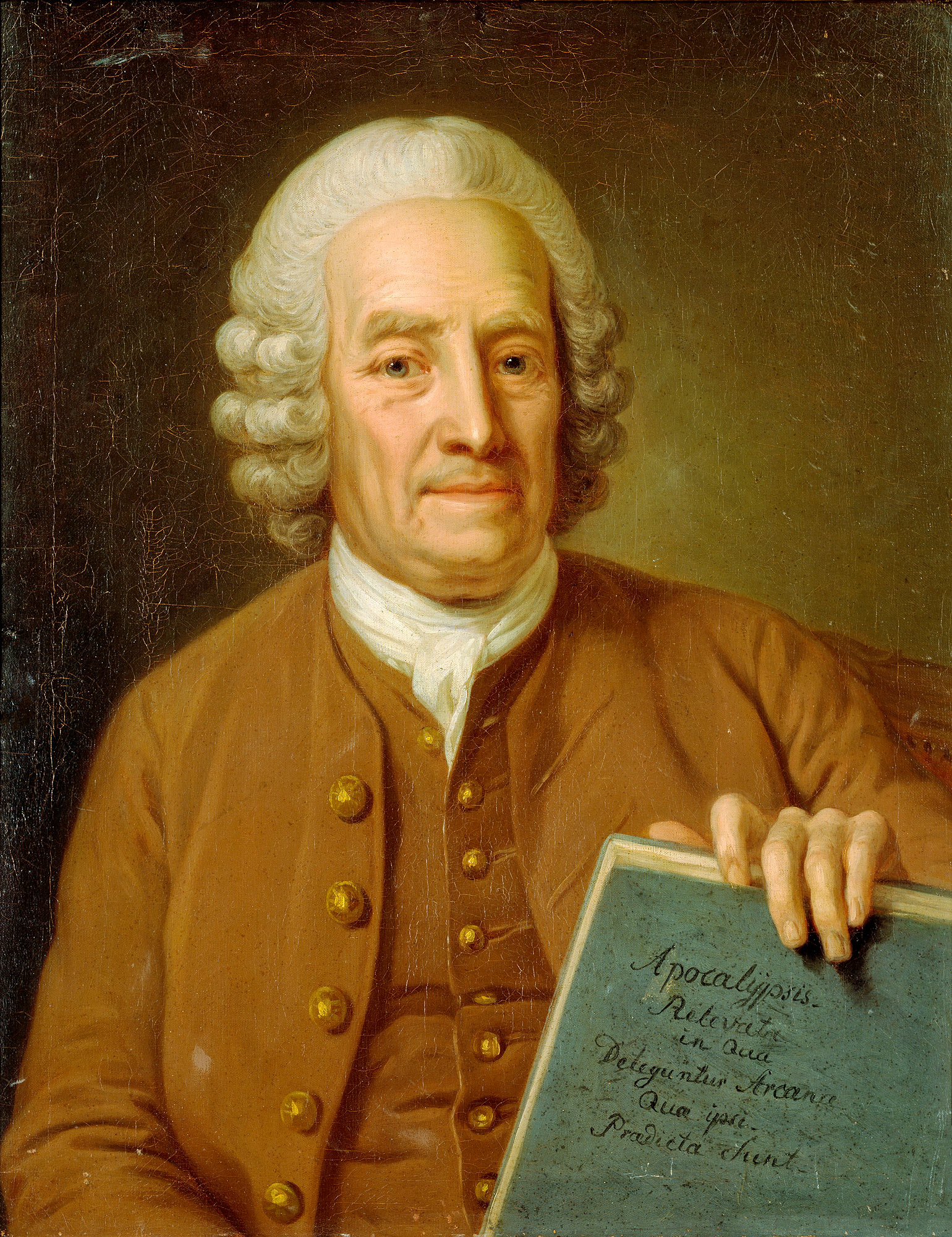
에마누엘 스베덴보리
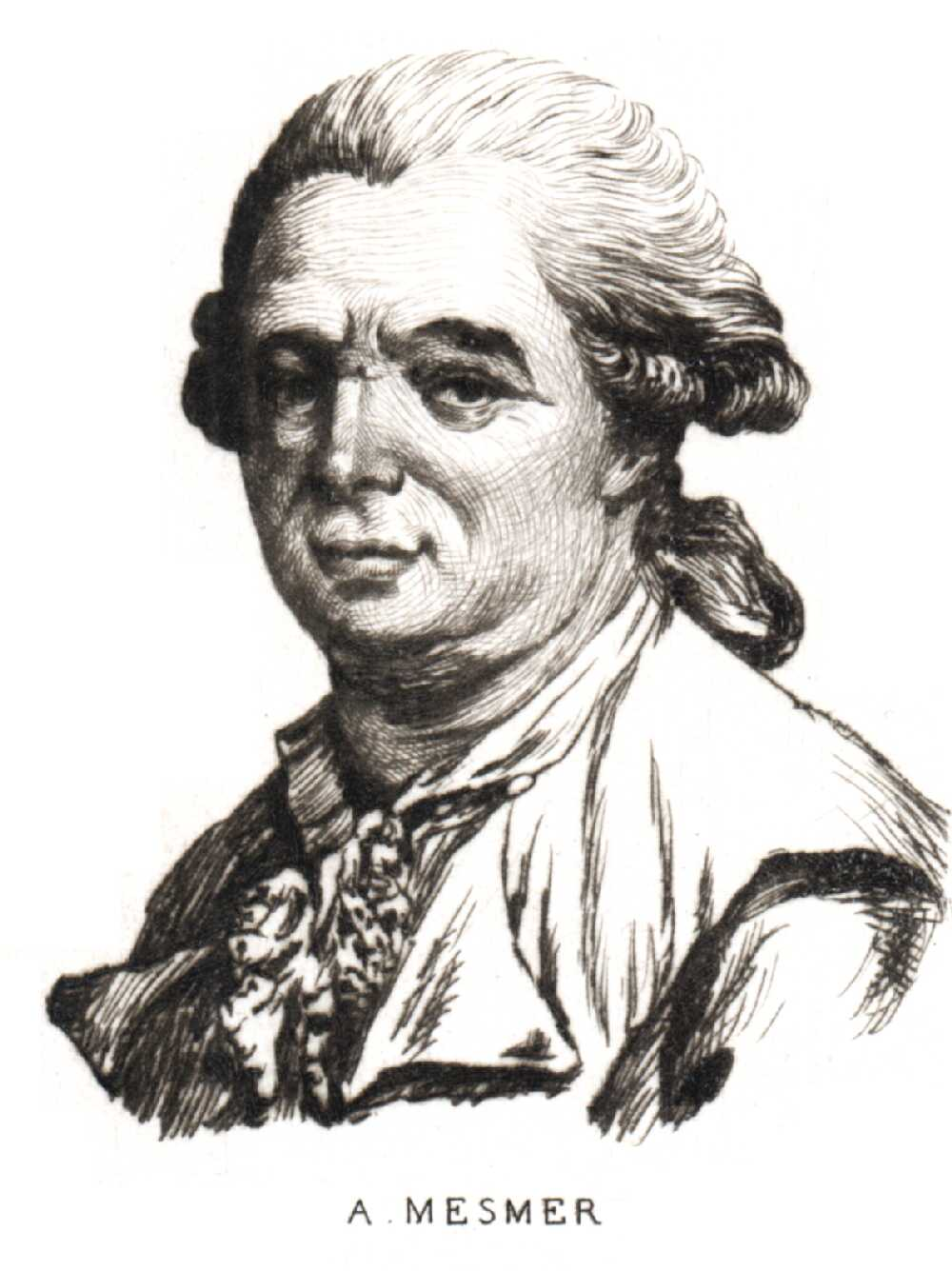
프란츠 안톤 메스머
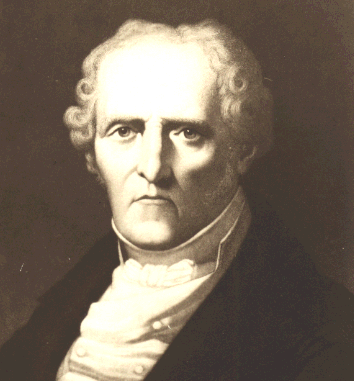
샤를 푸리에
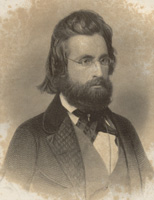
앤드류 잭슨 데이비스

### 기독교 신종파와 천년왕국 사상

뉴욕주 서부 '구워 다하여진 지역'

심령주의는 1840년대의 뉴욕주 서부 '구워 다하여진 지역'으로 불린 장소에서 볼 수 있었다. 이 땅은 이리 운하 개통에 수반하는 인구 이동에 의해 기독교의 신앙 부흥 운동, 이른바 제2의 각성, 제2차 대각성의 영향을 강하게 받은 토지이다. 밀러주의나 예수 그리스도 후기 성도 교회, 유토피아적 생활 공동체를 형성해, 종래의 사회제도에 의문을 가져 독신 주의를 취한 셰이커, 영국에서 셰이커의 모체가 되어 그 대부분이 뉴욕에 이주한 퀘이커 등의 기독교의 새로운 종파가 돋보여 그러한 대부분이 천년왕국 사상을 가지고 있었다고 한다. 천년왕국 사상이란, 요약해 말하면 예수 그리스도가 한 번 더 부활해, 그리고의 천년 간인들이 행복하게 사는 세계가 실현된다 (천년왕국이 도래한다)는 신앙으로, 이것은 신약 성서 '요한의 묵시록' 제20장에 근거하는 것이다.
덧붙여 천년왕국 사상은 '종말론' (eschatology)에서 태어났기 때문에, 양자의 연결은 크다. '요한의 묵시록'에서는 구래때 (아이온)가 종료되기 전에, 구세주 (메시아)에 대한 새턴 (혹은 마지막의 날의 반그리스도)의 마지막 투쟁이 도전해져 그 싸움의 뒤에 신 아이온을 의미하는 천년왕국이 온다고 여겨진다.
19세기 전반에 천년왕국 사상을 신앙한 사람들은 천년왕국이 이 세상에 나타나기까지 현세를 가능한 한 개혁해 두는 것이 천년왕국을 기다리는 인간의 의무라고 생각했다. 그 때문에, 천년왕국 사상을 믿는 여러 가지 사람들은 사회 모순의 극복을 목표로 해 노예제 폐지나 여성의 지위 향상등의 사회 개혁 사상을 공유해 활동을 실시했다. 천년왕국 사상을 가지고 있던 것은 유토피아적 생활 공동체를 형성한 그룹이나 심령주의자였다. 유토피아적 생활 공동체의 멤버가 동시에 심령주의를 신앙하고 있거나 또, 천년왕국 사상을 가지는 기독교의 종파에 속하는 사람이 심령주의도 신앙하는 일이 있었다.
뉴욕의 신종파에서는 신 (성령)이나 천사와 직접 커뮤니케이션이 가능하다고 생각되고 있었다. 또 가톨릭에서는 세례를 받기 전에 죽은 유아는 지옥 (고성소)에 떨어진다고 여겨졌지만, 신종파에서는 신은 이러한 잔혹한 행동을 할 것은 없다고 생각되고 있었다.

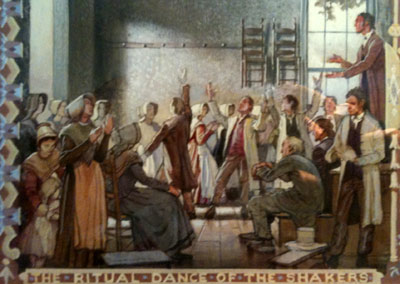
셰이커의 집회의 춤의 모습

셰이커의 니스크유나 공동체에서는 하이즈빌 사건의 10년 정도 전의 1837년에, 심령주의에 비슷하는 현상이 일어나고 있다. 집회의 춤의 한중간에 소녀들이 정신을 잃어 넘어져 회복하고 나서 천사와 이야기를 주고 받은, 천상의 세계를 여행했다고 말했다. 이 현상은 어른에게까지 퍼져, 셰이커의 시조 안 리의 영혼과 교신하는 '도구' (심령주의의 영매에 해당된다)라는 역할이 생겨 안 리 뿐만이 아니라, 죽은 셰이커의 지도자들의 영혼과 '도구'를 개입시켜 교류하게 되었다. 이 사상은 10년 정도 계속되어, 하이즈빌 사건과 전후해 끝났다.

## 하이즈빌 사건

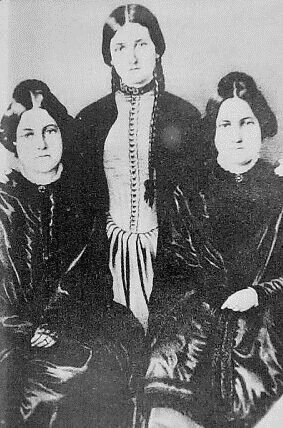
폭스 자매. 당시의 영매의 대부분은 여성이었다.

심령주의 (유심론), 심령 붐은 1848년의 폭스 자매에 의한 하이즈빌 사건이 큰 계기가 되었다. 이 사건의 당사자 폭스 자매의 언니 마가레트는 40년 후에 이 사건은 사기이며, 랩음은 슬관절을 탈구시켜 내고 있었다고 고백하고 있지만, 고백 당시 마가레트는 금전적으로 곤궁하고 있어 더욱 후에 사기라는 고백 자체를 부정하고 있다. 사건의 진실에 대해서는 여러 가지 견해가 있지만, 당시 사회적인 영향이 절대였던 것에 혐의는 없다.

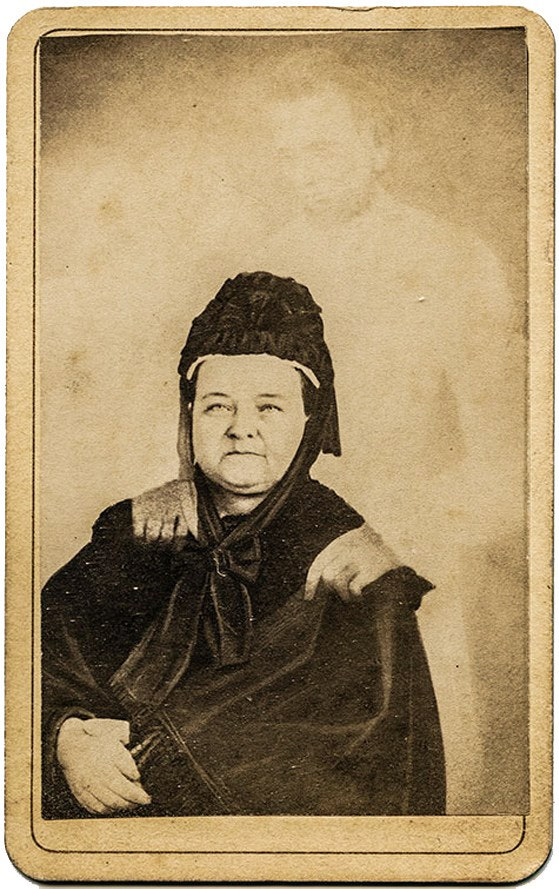
링컨 대통령의 영혼과 메어리 부인의 심령 사진 (1869년 경). 심령 사진은 1860년대에 윌리엄 H. 맘라에 의해서 최초로 촬영되었다. 이중 노광에 의한 것.

알려져 있는 사건의 내용은 다음대로이다. 뉴욕 교외 하이즈빌에, 감리교의 농부 존 폭스 (John Fox) 일가가 이사해 왔다. 머지 않아 폭스가의 자매 마가레트 (Margaret, 15세)와 케이트 (Kate, 12세)는 집에서 원인 불명의 이상한 소리 (랩음, 고음)가 한다는 폴터가이스트를 체험했다. 모친이 아이의 연령 등을 질문하면, 랩음에 의해서 회답이 있어, 랩음은 사망자의 영혼의 조업이며, 자매는 소리에 의해서 영혼과 교신할 수 있게 되었다고 여겨지고 있다. 나고야 대학의 요시무라 타다시화는 하이즈빌 사건에서의 소리에 의한 영혼과의 교신은 그 몇 년 전의 전신기의 발명과 보급에 의한, '정보가 순간에 먼 곳에 전해진다'라는 충격적 체험의 영향이 있어, 전신 기술의 발상을 정신 세계에 응용한 것이라고 지적하고 있다. 사망자와의 교신이 부지런히·똑똑이라는 모르스 신호와 같은 소리로 행해졌던 것이 그러한 사정을 이야기하고 있다고 한다. 이 사건의 소문은 퍼져, 걱정한 부모님은 케이트를 뉴욕주 오반에, 마가레트를 결혼해 로체스터에 사는 맨 위의 언니 리어 (Leah, 20대 반)에게 맡겼다. 리어는 로체스터에서 음악 교실을 경영하고 있었지만, 여동생들의 심령현상의 소문으로 학생을 잃었기 때문에, 마가레트를 영매로서 교령회를 실시하게 되어, 마가레트가 일으키는 심령현상을 조사하는 위원회를 조직했다. 언니 리어에 의한 매니지먼트로 마가레트는 영매로서 활약해, 이윽고 뉴욕 시의 구경거리 흥행으로 당시 유명했던 바남 박물관 (Barnum＇s American Museum)이 교령회·심령현상의 흥행을 이어갔다. 사기라고 항의하는 소리도 컸지만, 대성공에 끝나, 오히려 항의가 선전의 역할을 완수해, 영혼과의 교신이라는 기적을 믿는 사람은 증가하며 갔다. 고액의 참가비가 설정되어 있었음에도 불구하고, 교령회에는 모든 계급의 사람이 밀어닥쳤다. 폭스 자매는 뉴욕에 활동 거점을 옮겨, 2개월에 걸쳐서 교령회를 개최해, 영매로서의 지위를 확립했다. 참가자는 최근 친한 사람을 잃어 슬퍼하는 사람등이 대부분, 교령회에서 실제로 사망자와의 마음의 교류를 체험해, 죽음을 다음 생에의 통과점으로 보는 것으로, 마음의 위로를 얻고 있었다. 요시무라 타다시화는, 자매는 현대에서의 정신 분석의 카운셀러와 같은 기능을 이루고 있었다고 말하고 있다. 덧붙여 하이즈빌 사건에 대해 폭스 자매를 서포트한 것은 노예제 폐지 운동으로 활약하고 있는 급진파 퀘이커의 부부였다. 기독교의 신흥 종파와 심령주의는 천년왕국 사상, 유토피아 사상이라는 사상적 공통점에 의해서 결합되고 있었던 것이다.

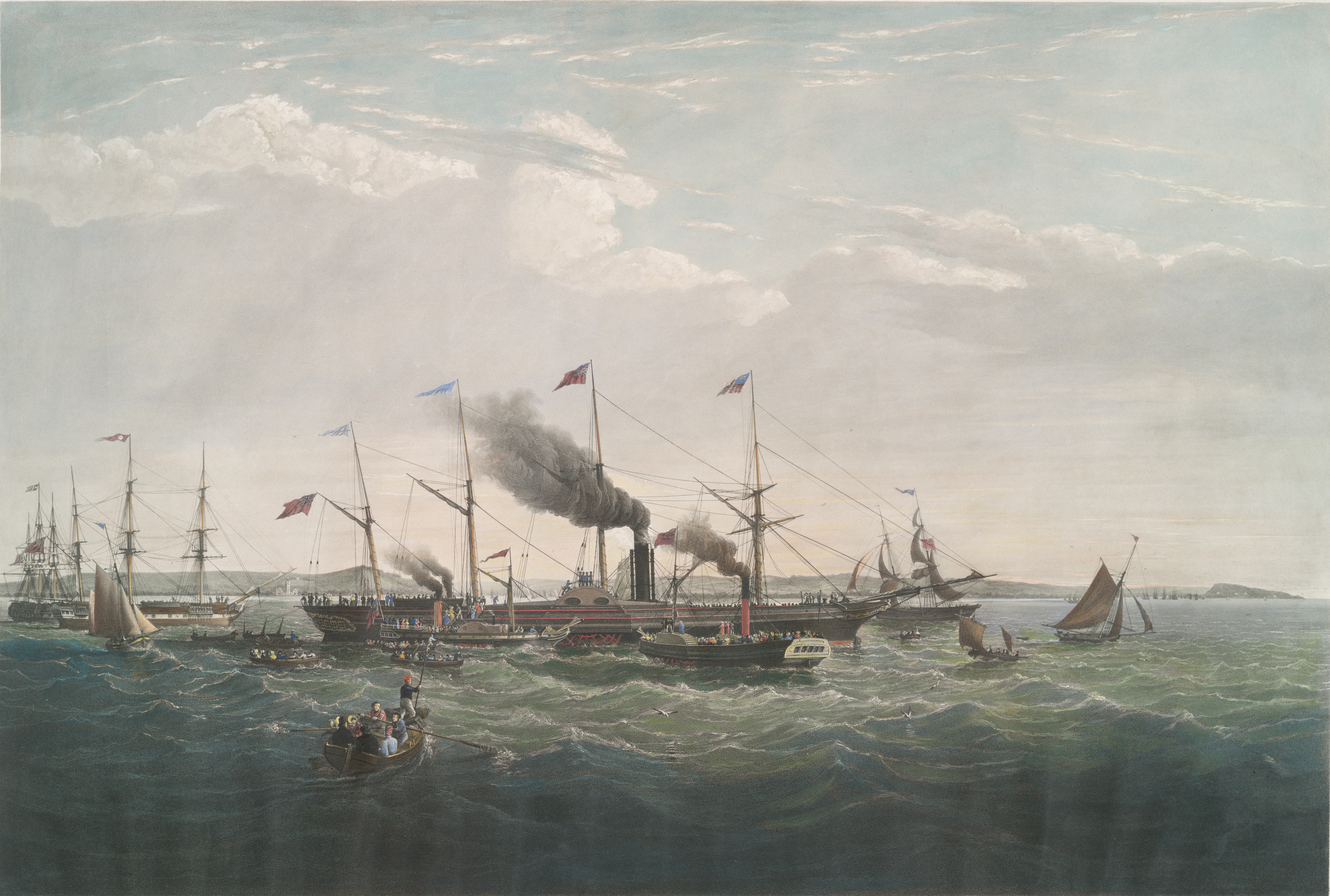
대서양 항로를 위해서 만들어진 첫 증기선 그레이트 웨스탄호. 1838년 취항.

영혼과의 교신 방법도, 랩음으로부터 알파벳을 사용하는 방법, 트랜스 상태에서의 자동 필기, 악기가 되거나 책상이 움직이거나 영혼 그 자체가 현상 (물질화 현상) 참가자의 머리카락을 잡아당기는 등, 교령회로의 심령현상도 확대해 갔다.

## 하이즈빌 사건 이후

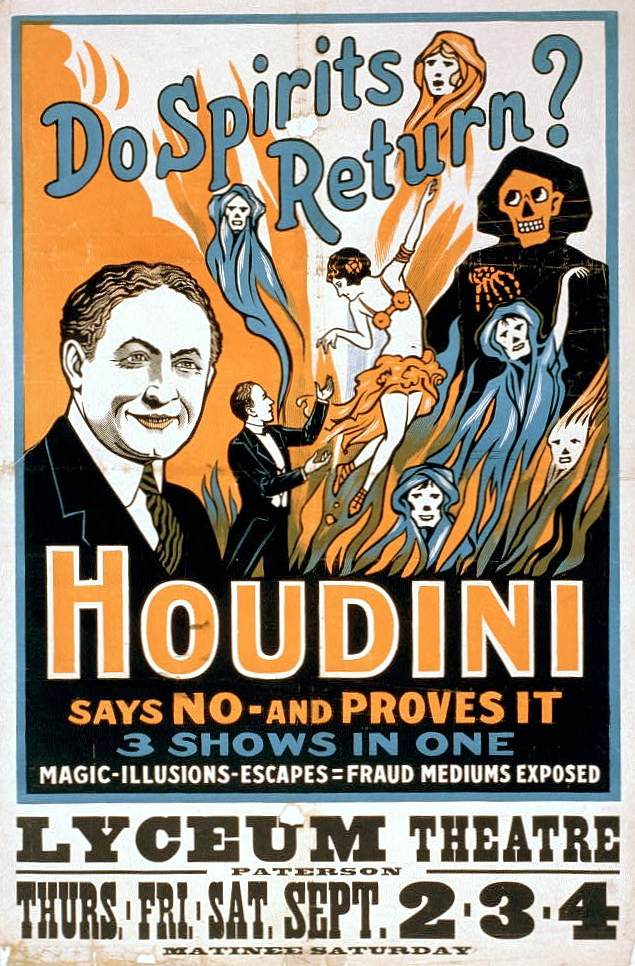
희세의 기술사 후디니 (1874 - 1926)는 어머니의 죽음을 계기로 일시 심령주의에 심취했지만, 후에 영매나 초능력자의 사기를 폭로하는 초능력자 헌터로서 이름을 떨쳤다.

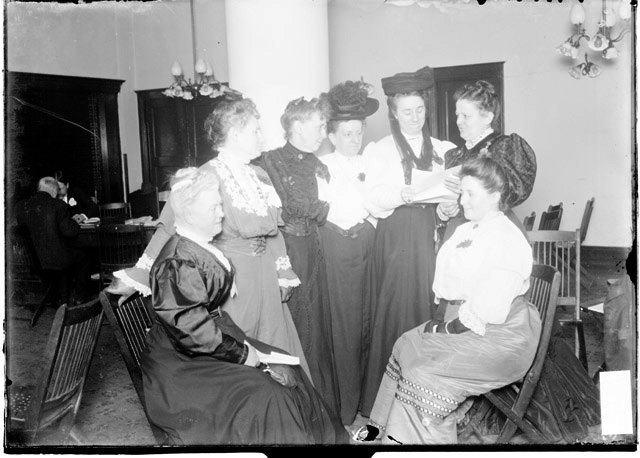
중류 계급의 여성들의 심령주의의 모임 (1906년, 시카고)

폭스 자매 이외의 영매도 등장해, 눈 깜짝할  순간에 전미를 심령 붐이 석권했다. 심령주의는 난해한 교의를 가지지 않고, 누구라도 참가할 수 있었다. 1855년에는 미국에서만 대략 100만 명이 심령주의를 받아 들이고 있어 귀족이나 기업가등의 위·중류 계급, 작가나 과학자등의 지식인 등의 사회적 엘리트도 많이 포함되어 있었다.
1840년대에는 대서양을 횡단하는 거대 증기선이 운항해, 미국의 정보는 거의 동시에 유럽에 가져와져 사람의 교류도 그것까지는 비교도 되지 않는 만큼 활발하게 되었다. 미국의 영매가 잇달아 유럽에 건너서 가 영매에 의한 교령회나 심령현상 등의 심령 붐은 유럽에도 확대되었다. 그 중에서도 영국에서는 계급을 불문하고 넓게 사회 현상이 되었다. 심령주의의 유행은 완성된 공동체, 세속적 천년왕국의 도래를 고하는 것으로도 받아 들여졌다. 영국의 사회 개혁가로 유토피아적 공동체를 만든 로버트 오언 (1771 - 1858)는 전통 종교가 자신의 종교 이외의 사람들에게의 편견을 기른다고 생각해 모든 종교를 부정했지만, 1853년에 심령주의에 귀의했다. 오언은 친구로 프리메이슨의 지도자인 켄트와 스트래선 공작 에드워드나 토머스 제퍼슨의 영혼과의 교류로, 사회 개혁에 관한 중요한 지침을 얻었다고 이야기, 심령을 '오랫동안 기다려 바라고 있던 천년왕국의 예고'라고 보고 있었다. 그 아들로 주나폴리 공사에서 만난 로버트 디르 오언은 영혼의 메시지가 나타나는 자동 필기를 체험하고, 1860년에 '별세계의 경계의 발소리'를 출판, 영미에서 심령주의를 단순한 유행이 아니라 사상으로서 침투시켰다. 1871년의 저작에서는 심령주의를 거짓이 없는 진정한 현상이라고 주장하고 있어 심령주의는 이 시점에서, 사회적 신분의 비싼 인물에 의해서 일종의 보증 문서를 얻은 것이 된다.
심령주의는 영국에서 프랑스에도 비화했다. 남미에도 전해져, 1853년의 브라질의 리오데자네이루의 신문에 심령주의의 기사가 게재되어 다음달에는 시내의 부유층이 오락으로서 즐기게 되었다.
이러한 19세기 반으로부터 19세기말의 심령 붐, 그 사상과 실천 및 그 주변은 심령주의 (유심론)로 불린다. 심령주의는 온 세상을 둘러싸고, 1960년대 중반에 일본에도 도달하고 있었다. 이 때 전해진 교령방법의 하나 테이블 터닝이 어레인지되어 콕크리씨로서 퍼졌다. 일본어의 수호영혼, 지박령 등의 말·개념도 새로운 것으로, 유럽의 심령주의에 유래한다고 한다.

### 심령현상 연구와 심리학
심령주의는 심령현상 연구 협회를 통해 심리학이라는 학문으로 향했다. 심령주의의 과학적 조사는 1860년대부터 행해지고 있었지만, 빅토리아 시대의 체제 측의 과학자의 상당수는 회의적인 자세를 취하고 있었다.
1858년에 다윈의 '종의 기원'이 발표되어 후에 심령현상 연구 협회의 초대회장이 되는 철학자·윤리학자 헨리 시지위크들은 충격을 받고 있었다. 시지위크는 종교와 과학의 조화라는 문제의 열쇠를 심령주의에 요구해 목사의 아이인 시인·고전 연구자 프레데릭 마이어스도 또한, 빅토리아 시대의 회의론의 아래에서, 신앙과 이성을 화해시키지 못하고 신앙의 근거를 잃어, 죽음에 의해서 영혼이 소멸한다는 불안에 시달리고 있었다. 19871년, 마이야즈는 시지위크에 '전설·직관·형이상학이 우주의 수수께끼를 풀 수 없는데, 유령이나 심령 등과 같이 실제로 관찰할 수 있는 사상을 통해, '보이는 세계'에 대해 무엇인가 확실한 지식은 얻을 수 있는 것입니까'라고 물었다. 시지위크는 그 가능성이 있다고 응해 마이어스의 30년에 미치는 심령 연구가 시작되었다. 영국의 전통인 경험론의 수법에 의해서, 심령주의라는 초상현상을 해명해, 영혼의 사후 존속을 증명해, 새로운 신앙의 본연의 자세를 찾아내려고 했던 것이다.
1880년대에, 심령현상 연구를 실시하는 최초의 학술 단체로서 심령현상 연구 협회가 설립되어 심령주의는 처음으로 '과학'적 방법론에 근거하는 조사의 대상이 되었다. 물리학자 윌리엄 플레처 바렛트의 제안으로 설립되어 빅토리아 시대를 대표하는 학자로, 케임브리지 대학의 교수인 헨리 시지위크가 초대회장으로 선택되어 그와 두 명의 제자 프레데릭 마이어스와 에드만드 가니가 중심으로 활동했다. 시지위크가 중심이 된 것으로 협회의 사회적 신용을 얻을 수 있어 각계로부터 명사가 참가했다. 아서 밸푸어 등 명문 바르포아가의 사람들, 윌리엄 베이트슨 (생물학자), 루이스 캐럴 (수학자), 존 러스킨 (작가), 올리버 로지 (물리학자), 코난 도일 (작가), 탈륨을 발견한 것으로 알려진 윌리엄 크룩스, 노벨 생리학·물리학상을 수상한 샤를르 로베르 리시 (엑토플라즘의 명명자) 등의 학자·작가, 윌리엄 스테인톤 모제스 (영매), 에드몬드 로쟈즈 ('라이트' 편집자), 프랭크 포드모아 (페이비언 협회의 창설자) 등도 더해져, 19세기 말 영국에서 대표적인 지식인·문화인이 모이는 학회의 하나가 되었던 것이다.
심령현상 연구 협회에서는 텔레파시, 히프노티즘 (메스머주의에 의한 트랜스 현상이며, 투시를 포함한다), 라이헨바흐의 오드의 힘, 유령 현상, 물리적 심령현상 등이며, 특히 식역하의 부분 (무의식·무의식)에서의 커뮤니케이션과 관계가 있다고 생각해진 텔레파시가 중심적 과제였다. 마이어스는 무의식과 텔레파시에 의해서 심령현상을 설명하려고 해, 종교나 예술에 관해서도 같은 접근를 실시했다.
심리학자 카를 융의 연구도, 출발점에는 심령주의가 있어, 1902년에 '심령현상의 심리와 병리'를 출판했다. 융은 마이어스와 같이, 사유로는 교령회에 출석해 사망자와의 교류를 시도해 근무 상으로는 그 체험과 분석을 심리학적으로 갔다. 융의 연구는 심층심리학으로 결실했지만, 그의 사상의 핵심 부분에는 근대 신지학과의 공통점도 많다.

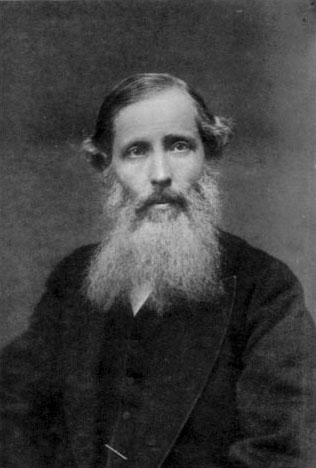
헨리 시지위크
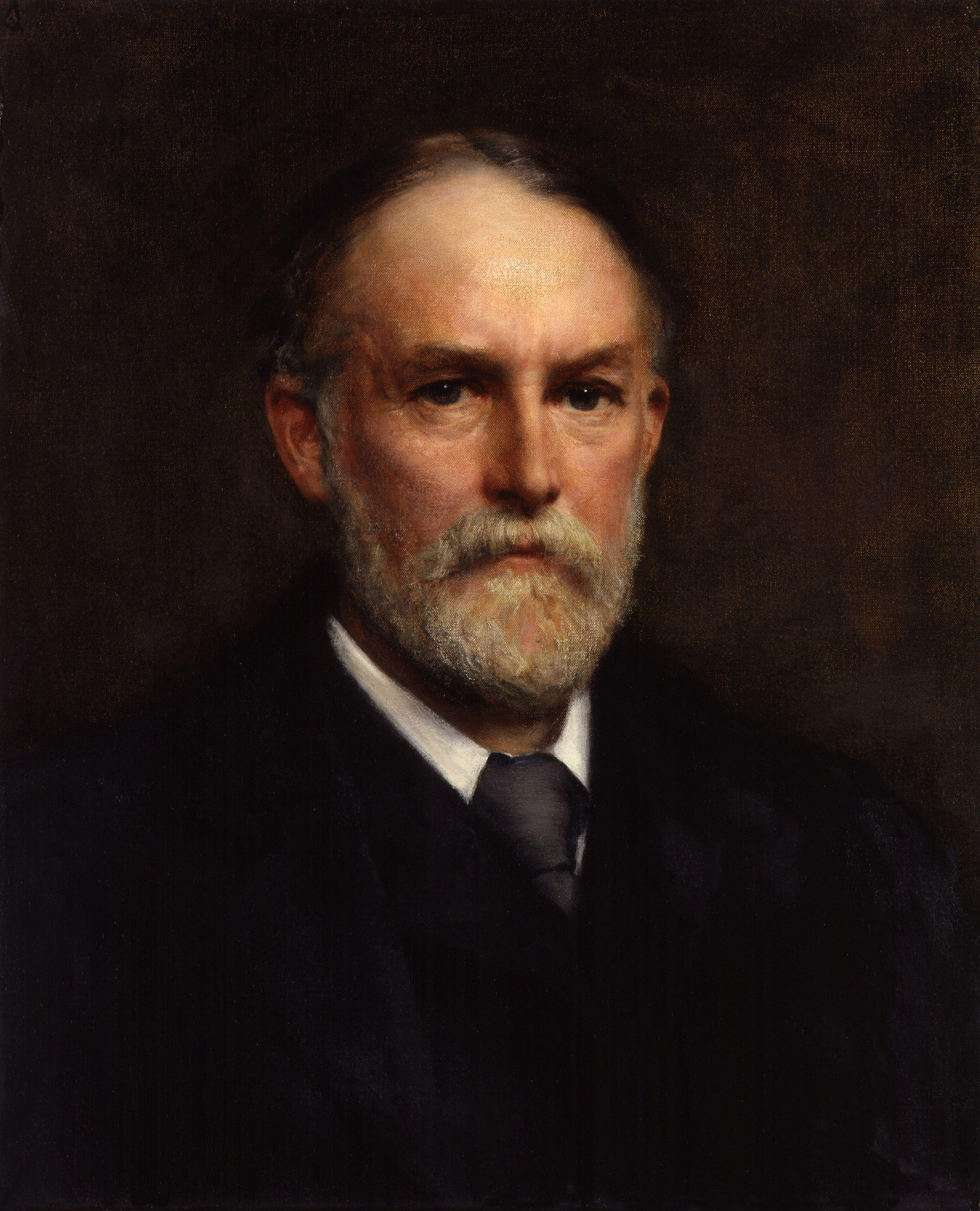
프레데릭 마이어스
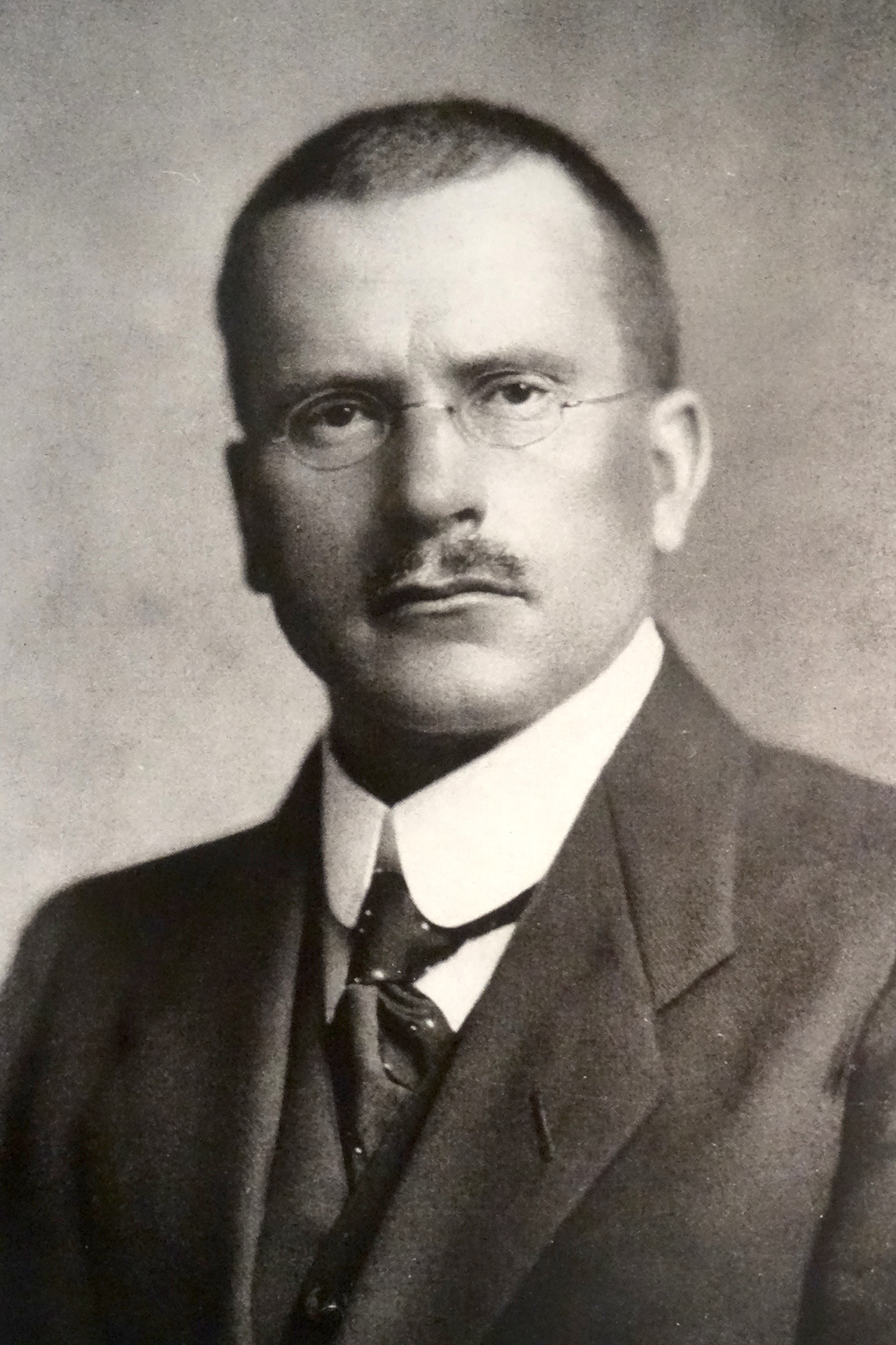
카를 융

### 카르덱의 심령주의

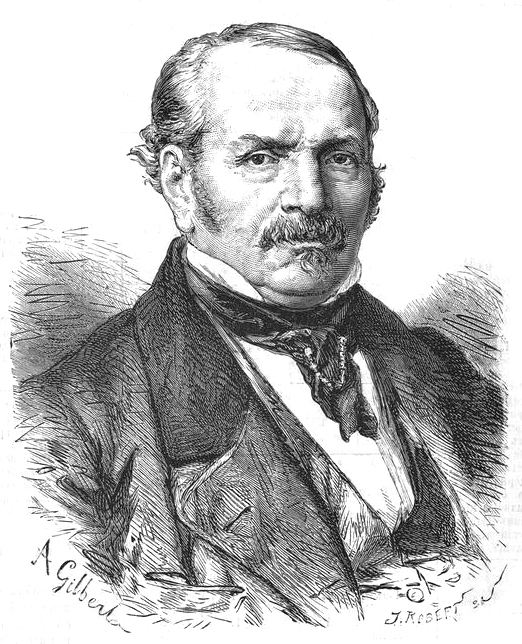
앨런 카르덱

심령주의로부터 파생한 것에, 프랑스인 이포릿트 레옹 두니자르 리바이유 (1804년- 1869년), 필명 앨런 카르덱의 이름으로 알려진 인물에 의한 스피리티즘 (불:Spiritisme, 교령술 (영: Spiritism), 카르데시즘, 카르데시즈모 (포: Kardecismo), 에스피리티즈모 (포: Espiritismo). 이하 카르데시즘으로 한다)가 있다. 카르덱은 사숙에서 교육학, 철학, 의학을 가르치고 있었다고 한다. 그는 사회주의 사상가 푸리에에 영향을 받았지만, 그에게서는 당시 유행하고 있던 테이블터닝도 배웠다고 한다. 이것이 심령주의와 접하는 계기가 되었다. 당시의 프랑스 사회에서는 사회주의자 등이 영향력을 가지게 되어 있었지만, 그 일부는 사회적 불평등을 이해하기 위한 설명으로서 윤회전생을 받아 들이고 있었다. 또 카르덱은 동물 자기 요법을 제창한 프란츠 안톤 메스머로부터도 큰 영향을 받고 있다.
카르덱는 1856년에 교령회에서 영매로부터 '지금, 진실하고, 위대하고 아름답고, 창조주에 적당한 종교가 필요하게 되고 있다. 기초적인 가르침은 이미 주어지고 있다. 리바이유, 이 자에게 (그 종교를 전한다) 임무가 있다.'라는 계시를 받았다.. 카르덱은, '신약 성서'에서는, 예수는 다른 위안자인 '진리의 영혼'의 출현을 약속하고 있어 그것이 카르덱이라고 해, 예수가 숨겨진 메시지를 이해하기 위해서, 심령주의와 과학을 도입한 새로운 기독교를 구축하려고 한다. 종래의 기독교는 불완전하다고 생각해 '사람들이 진리를 이해할 수 있는 레벨에 도달했으므로, 그리스도의 가르침을 보완하기 위해서 심령주의가 나타났다.'라고 말하고 있다. 카르덱은 진화의 원리가 구제의 진짜 의미를 복권하는 열쇠가 된다고 생각했다. '부활'이란 사망자가 육체를 가지고 소생하는 것이지만, 과학은 물질이 재생하는 것이 불가능하다고 증명하고 있다. 윤회전생이란, 영혼이 육체를 가지게 되는 것이며, '부활'이란 윤회전생이며, 예수의 가르침을 완전한 것으로 하는 것이 윤회전생의 가르침이라고 했다. 윤회전생은 죄의 보상과 진보를 위해서 있다. 진화에 의해서 영혼이 최종적으로 구제되면, '천계 혹은 신성한 세계'에 도달한다고 여겨진다. 육체는 영혼의 감옥이나 우리와 같은 것으로, 육체로부터 해방된 영혼은 본래의 자유를 획득할 수 있다고 생각했다. 카르데시즘의 가르침에서는, 영혼은 진화해도 신앙이 있는 한 퇴화하지 않고, 현재부터 열위의 세계에 떨어지지 않기 때문에, 가톨릭의 지옥이나 연옥에의 공포심으로부터 해방된다는 이점이 있었다. 신자들은, 카르데시즘은 기독교이며, 모세, 그리스도에 잇는 '제3계시'라고 생각하고 있지만, 가톨릭은 카르덱의 가르침을 비난하고 있었다. 현재의 브라질에서도 같은 경향이 있다.
교령술의 성전 '영혼의 책' (성령의 책)은 1857년에 저술해졌다. 이는 카르덱의 질문에 몇 사람의 영혼이 대답한다는 형식으로 쓰여져 있다. 카르데시즘은 과거의 수많은 가르침의 집대성으로, 인간이 아니고, 하늘의 소리를 전하는 제영혼에 의해서 밝혀진 것이며, 그가 신뢰할 수 있다고 판단한 복수의 영매에 의한 교신을 비교 검토하고 집계한 것이라고 한다. 카르덱의 저작은 주로 라틴 제국에서 읽혀져 베스트셀러가 되었다. 카르데시즘은 특히 브라질에서 카르데시즈모의 이름으로 넓게 지지를 받고 있다. 그 신망자는 브라질에 150만 명 이상이나 된다.

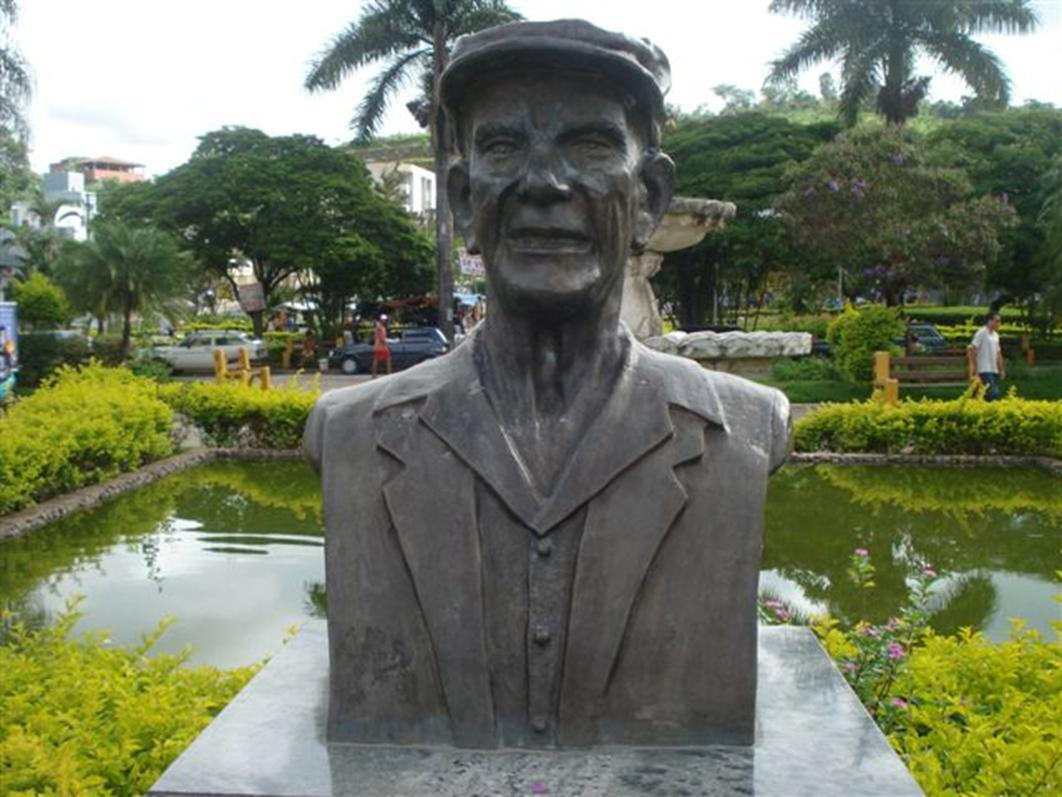
시코 샤비에이르의 동상

카르데시즘은, 세계는 초월적인 신에 의해서 통어 되는 몇 개의 소세계로부터 되어 있어 진화와 인과율에 지배되고 있다고 한다. 종래의 구미계의 심령주의와 달리, 윤회전생의 교의를 가지는 점에 큰 특징이 있다. 인간의 영혼은 윤회전생을 반복하면서 영계를 진화한다고 여겨져 영혼도 같은 법칙에 따라, 주어진 자유 의지에 의해서 윤회전생 하면서 고등한 영혼으로 진화해 나간다. 카르데시즘에서는 이를 '영혼의 진화'라고 부른다. 영혼의 진화와 영매에 의한 영혼과의 교류를 근본적인 종교적 실천으로 한다. 또, 영혼에는 하급으로부터 상급까지의 hierarchy가 있어, 그 레벨을 올리는 '영혼의 진화'를 믿는다. 신으로부터 자유 의사가 주어진 영혼은 잘못이라는 '부채'를 만들어, 이것이 괴로움의 원인이라고 생각되고 있다. 영혼의 레벨은 과거세와 현세로의 선행으로 결정되어, 자선 활동은 선행의 근본적인 물건이다. 자선 활동은 스스로의 영혼으로서의 레벨을 올려 과거 혹은 과거세의 부채를 지불해, 또 신으로부터 몫 (메레시먼트)이 주어지는 구제에 이르는 방법의 하나이다. 브라질의 카르데시즘은 중간층과 저소득자층에게 퍼지고 있지만, 전자는 교회에서의 활동에 열심이고, 후자가 교회의 자선 활동을 수익하는 형태가 되고 있다. 자연과 초자연, 과학과 종교를 나누지 않고, 신자는 스스로의 행동을 과학적·철학적 실천이라고 생각하고 있다. 또, 카르데시즘의 종교 시설에서는 영매에 자신의 고난에 대해 상담하는 콘스우타 (진찰)를 받을 수 있다. 상담자는 반드시 신자라고는 할 수 없고, 상담료는 무료이다. 진단으로 고난의 원인이 밝혀지고 영혼이 관련되고 있는 경우와 그렇지 않은 경우로 나눌 수 있지만, 대부분의 고난은 영혼의 방해에 의한다고 생각되고 있다. 영혼이 원인의 경우, 상담자는 영매의 손인가 앉아에 의한 영적 치료 (수색대)를 받아 교리의 스터디 그룹에 참가해, 자선 활동을 하는 것으로 고난이 제외해진다고 여겨진다. 이러한 프로세스를 거치고, 그 중에서 신자가 태어난다. 카르데시즘에서는 개인의 의지는 존중되어야 할 것이라고 되어 구제되는지 아닌지는 당사자의 노력하는 대로라고 생각되고 있기 때문에, 운코스타 (진찰)로 지시받은 활동에의 참가는 자유롭다. 영혼의 방해가 아닌 경우는 병원에서 표준 치료를 받게 된다. 교리의 스터디 그룹에서 읽혀지는 책은 앨런 카르덱의 '영혼의 책', '영매사의 책', '에스피리티즈모에 의한 복음'이지만, 브라질의 카르데시즘의 '석가 여래'라고 불리는 영매 시코 샤비에이르 (1910년 - 2002년)의 저작도 기꺼이 읽혀지고 있다. 카르데시즘에서는, 사람은 잠재적으로 영매이며, 훈련으로 영혼 능력을 의식적으로 컨트롤 할 수 있게 된다고 여겨지기 때문에, 영혼 능력 개발의 스터디 그룹도 개최되고 있다.
브라질의 종교는 가톨릭, 카르데시즘 외에, 아프리카의 요루바족의 신앙과 가톨릭이 결합된 칸돔블레가 있다. 라틴 아메리카나 카리브에서는, 심령주의는 에스피리티즈모라고 불리지만, 근대 심령주의에 미국 대륙의 선주민이나 아프리카인의 조상 숭배·트랜스 등의 전통이 결합되어 체계화된 것으로, 카르데시즘은 이것에 포함된다. 20세기 전반에 브라질에서 태어난, 칸돔블레에 카르데시즘, 가톨릭 등을 도입한 아프리카색의 진한 심령주의적 습합 종교는 움반다로 불려 이것도 넓게 신앙되고 있다.
일본으로부터의 이민이 많은 브라질은 천리교, 세계 구세군 등의 일본의 신종교의 포교가 세계에서 제일 성공하고 있는 나라이다. 카르데시즘과 이들 일본의 신종교는 교의의 공통점이 많아, 브라질의 사람들에게 친해지기 쉬웠지만, 이것은 우연이 아니고, 모두 근대 심령주의의 영향을 받고 있기 때문이다.

### 근대 신지학

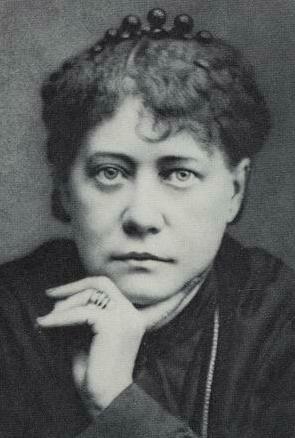
헬레나 블라바츠키 (1877년)

심령주의의 영향을 받은 것에 근대 신지학이 있으며, 이는 심령주의의 일종이라고 된다. 프리메이슨이나 장미십자회, 인도나 이집트의 사상을 도입해 고대의 영지를 부흥해 진정한 영성 (오칼트 능력)을 기르는 것, 도그마화한 기독교와 유물론화한 자연과학의 폐해를 없애는 것을 내걸어 과학의 연구에 견딜 만하는 새로운 종교로서 등장했다. 대우주 (우주)와 소우주 (인간)와의 조응이라는 유럽의 전통 사상이 이론적 기초에 있어, 서양과 동양의 지의 융합·통일을 기도 하고 있었다고 말할 수 있다. 창시자인 헬레나 블라바츠키 (1831년 – 1891년), 통칭 블라바츠키 부인은 1877년에 '베일을 벗은 이시스신'을 저술했다. 원래 심령주의의 영매였지만, 영매로서 활동한 경험 때문인지, 심령주의의 단순한 영혼론에 이의를 주장해 심령주의와 교령회를 어렵게 비난하고 있었다. 영매가 교신하는 영혼은 진아는 아니고 '아스트랄체의 껍질'이며, 붓디-아트마 (인도 철학의 용어)와 결부되고 영계에 들어간 진아와는 교신할 수 없다고 한다. 이에 의해 심령주의자는 신지학 협회로부터 배반해, 기독교를 다 버릴 수 없는 사람들도 떨어져 갔다.
신지학 협회는 기사회생을 노려 인도에 진출했다. 영국은 인도에서, 토착의 문화를 존중하면서 선주민을 내면으로부터 지배한다는 교묘한 정책을 취해, '바가바드 기타'의 영역 등도 행해지고 있었다. 그러나 기독교는 그 특수성으로부터 다른 종교와의 융화를 할 수 없기 때문에, 현지에서 알력을 낳고 있었다. 근대 신지학은 인도 사상을 교의의 핵심에 수중에 넣고 있던 적도 있어, 베다 (인도의 성전)을 중심으로 하는 종교 개혁 운동 '아리야·사마지' 등에서 환영을 받았다. 인도인의 신지학 협회 회원 등의 협력으로, 힌두교나 불교의 가르침이 받아들여졌지만, 이해에는 한계가 있어, 카발라나 신플라톤주의로 보충한다는 방법이 취해졌다.
근대 신지학에서는 프리메이슨이나 영국 장미십자회으로부터, 고대부터 전해진 영지를 선택된 인간에게 전하는 '미지의 상위자'라는 발상을 차용하고 있다. 이는 윌리엄 스테인톤 모제스의 지도영혼 임페레타를 제외하면, 당시의 심령주의에서는 거의 볼 수 없는 발상이다(블라바츠키는 모제스를 예외적으로 높게 평가하고 있었다). 근대 신지학에서는 '마하트마'라고 불려 그리스도도 마하트마의 하나가 되어 인격신도 부정했다. 이 사상은 기독교에 충격을 주어 근대 신지학은 선교사의 혐오의 대상이 되었다.
근대 신지학은 종래의 심령주의에 대신해, 새로운 심령학으로서 인도 사상을 도입해 서양비교전통과 인도 사상의 업의 법칙과 재생의 원리를 도입했다. 고차의 자아 (진아, 령아)의 각성을 목적으로 해, 인간의 자아를 고차와 저다음으로 나누어 심령주의를 저다음 자아에게 관련되는 것에 지나지 않는다고 해 치웠다. 마하트마와의 교신은 영매들에 의해서도 따로 진행되었지만, 이것은 후의 체널링과 공통되는 발상이다.
1884년에는 마하트마로부터의 편지가 돌연 '성용기'에 나타난 것처럼 보이게 하는 트릭이 가족에 의해서 폭로되어 런던의 심령현상 연구 협회에 의해 조사를 해 1885년에는 블라바츠키는 사기꾼·페텐사라는 보고가 공표되었다. 심령현상 연구 협회의 신뢰는 절대이며, 근대 신지학의 근간인 마하트마의 존재에 의문을 나타낸 적도 있어, 충격은 컸다. 블라바츠키는 이를 극복하기 위해서, 제2의 저작을 집필해, 런던에 상급 회원에 오의를 가르치기 위한 비교부문을 개설했다. 시인 예이츠는 작시의 원리를 탐구하기 위해서 비교부문에 속했지만, 목적을 달성하지 못하고 탈퇴해, 황금 새벽회에 소속해 마술의 관점으로부터 연구를 실시하고 있다.
근대 신지학에서는, 다윈의 진화론은 인간의 영혼에는 적용할 수 없다고 생각했다 (이는 다윈과 대등한 진화론의 최초의 제창자인 과학자 앨프리드 월리스도 같고, 그는 심령주의가 영적 진화를 방증하는 것이라고 생각하고 있었다).블라바츠키는 진화론을 업의 법칙과 재생의 원리로 해석해, 최종 국면으로서 인간의 영적인 완성을 상정해, 자조 노력으로 신에 가까운 존재에 가까워질 수 있다, 즉 스스로 자신을 완성시켜, 구할 수 있다고 생각했다. 이는 신이 천지창조 시에 인간을 신이 닮아 모습으로서 만들었다는 신화의 역이며, 또 인류는 육체를 가지지 않는 영적인 존재 (제일 근원 인종)였지만, 서서히 퇴화해 물질 세계에 매몰해, 원인이 되었다고 한다. 근대 신지학에서의 영적 진화론은 다윈의 진화론의 역이다.
이와 같이 심령주의는 근대 신지학을 경유해 컬트적인 자기 종교에 변용해 갔다.

### 현대에의 흐름
영어권에서는 윌리엄 스테인톤 모제스 '모제스의 영훈' (1883년, 임페레타라는 미지의 상위자아의 영혼에 의한 메시지로 여겨진다), 윌리엄 토마스 스텟드 '줄리아의 통신' (1914년, 죽은 친구 줄리아 에임스의 메시지로 여겨진다), 조지 베일 오웬 '베일의 저 쪽의 생활' (1921년, 오웬의 어머니와 친구들이나 수호영혼 등에 의한 메시지로 여겨진다), 제라르딘 카민즈 '마이어스의 통신' (1932년, 고 프레데릭 마이어스의 메시지로 여겨진다), 그레이스 쿡 '화이트 이글' (초간 1937년, 화이트 이글이라고 자칭하는 성 요한의 영혼에 의한 메시지로 여겨진다), 모리스 바바넬 '실버 버치의 영훈' (초간 1938년, 실버 버치라는 미지의 상위자의 영혼에 의한 메시지로 여겨진다) 등의 영매에 의한 영혼과의 교신 기록, 이른바 '영계 통신'이 차례차례로 출판되었다. 이것들을 영계로부터의 중요한 메시지라고 생각하는 사람들에 의해서 연구되었다. '실버 버치의 영훈'에 의하면, 사후의 세계는 계층적이고, 지구에 가까운 곳은, 환경이 지상을 닮아 있다. 그것이 위의 계에 감에 따라서, 아름다움과 신성을 늘린다. 한 층 더 위의 계에서는 지상의 말로 표현하는 것이 곤란하게 된다. 심령주의란, 이러한 이해를 인류에게 재촉하기 위해서, 고급영혼이 중심이 되어 전령계에 의해 계획된 운동이라고 한다.
사망자·미지의 상위자로부터 심원한 가르침을 얻는다는 심령주의의 흐름은 특별한 능력을 이용해 영적·정신적인 세계와 교류해, 그 메시지를 일반인에게 전하는 체널링에 통하는 것이다. 신지학의 제창자 블라바츠키는, 예지는 티베트 두메 산골에 있다는 샴발라에서 계승해지고 있다고 했지만, 예지는 어디엔가 지켜 전하고 있다는 스타일은, 후의 오칼트에 받아 따라졌다. 찾아내져야 할 진리의 있는 곳을 우주의 밖이라는 경향이 나왔지만, 그 이외의 신화적 패턴, 철학적 상정은 같음. 천년왕국 사상·UFO 신앙의 신종교 에이테리우스 협회 등, 우주인과 교신해 가르침을 받는 종교를 볼 수 있게 되어 갔다. 1955년에는 영매가 자동서기로 다수의 지구 외 생명체, 또는 고차의 존재, 천계의 거주자로부터 자동서기에 의해서 주어진 메시지 (예수 그리스도의 가르침의 새로운 해석이나 계시를 포함한다)를 정리했다는 '유란시아'가 출판되었다 (이 책은 현재도 UFO계 신종교의 신자에게 뜨겁게 지지를 받고 있다). UFO계 신종교도 다수 설립되었지만, 예를 들면 에이테리우스 협회는 1954년에 조지 킹 (1919년 - 1997년)이, 3500세의 이성인 마스터 에이테리우스와 교신한 것으로부터 시작되었다. UFO계의 신종교에서는, 메시지를 전하는 우주인은 '천사와 같은 존재'이며, '그리스도나 붓다 등 과거의 종교가는 이성인이었다'라고도 말해져 우주인은 거리를 문제로 하지 않는 별세계로부터 비래 한다고도 된다. 킹에 의한 명상 상태 (그의 경우는 요가에 의한다)·트랜스 상태에서의 컨택트법은 채널링으로 불려 미국에서 일종의 붐이 되어, 미지의 상위자나 태고의 영혼, 우주의 지적 존재 (우주인, 우주 존재)와의 교신은 체네링, 교신자는 채널러로 불리게 되었다. 채널러는 심령주의의 영매에 상당한다. 일본에서도 '정신 세계' 붐 시에, 미국인 다릴 앙카 (1951년 -)에 의한 지구외 지적 생명체 바샤르와의 체네링 기록 등의 관련서가 번역되어 붐이 되었다. 근래에는 벚꽃도도 와가 장정·삽화를 담당해 히트 한 엔리케 발리 수컷 '아미 작은 우주인' (1995년판의 타이틀은 '아미 작은 우주인 - 아담스키,마이어를 능가하는 UFO 체험', 벚꽃도도 고화 장정 한 것은 2000년판, 2005년 문고판)은 우주인 아미에 이상의 사회·삶의 방법을 배우는 책이며, UFO 신앙·체널링의 계통에 속한다. 우주인, 우주 존재를 받드는 종교는 신지학의 영향을 볼 수 있는 것이 적지 않고, 650만 년 전에 금성으로부터 내려선 호법 마왕존을 우러러보는 교토 구라마야마의 안마홍교 (1947년 -)도 신지학의 계통이다.
또, 영매 카민즈에 의한 '마이어스의 영계 통신'에서는 '그룹·소울' (류혼)설이라는 영혼설이 주창되어 현재의 심령주의에도 영향을 주고 있다. 마이어스는 생전, 인간의 식역하의 부분 (무의식)에서의 커뮤니케이션이 존재할 것임에 틀림없다고 생각 연구했지만, 스스로의 사상을 사후의 세계에서 깊게 한 것으로 여겨진다. 영혼은 각각 그룹에 속해, 산 체험을 자신만이 아니고 그룹 전체로 공유하고 있다는 생각이다. 경험을 그룹에서 공유하는 것으로, 그룹 내의 개혼은 몇 번이나 영원히 다시 태어나지 않아도 영적 진화의 길을 걸을 수 있다는 이론으로, 불교 등에서 보이는 윤회전생과는 큰 폭으로 다르다. 마이어스의 영계통신에서는, 붓다의 사상은 '생 자체의 부정'이라고 비판되고 있다.

## 현대의 동향

### 과학적 접근
1970년대부터 현재에는 임사 체험이나 '환생'이라는, '사후의 생'을 시사 할 수 있는 사례의 수집과 연구가 진행되었다. 이들은 주로 미디어를 통하여, 현대인의 사생관을 변화시키고 있다.
1975년 이후, 레이몬드 무디가 임사 체험을 조사보고 한 것을 계기로, 빛의 존재와의 만남이나, 죽은 친척과의 재개, 체외 이탈 등, 위독 상태에서의 같은 신비 체험의 보고가 급속히 증가해 간다. 이는 제2차 세계대전 후의 구급 의학의 진보에 의해, 위독 환자의 소생하는 확률이 올랐기 때문이다.
그 중에서도, 소련 붕괴나 체르노빌 원전사고, 걸프 전쟁 등, 장래의 중대사건을 체험중에 보여진 진드기 온·blink 리나, 뇌기능이 완전하게 정지한 상태로 체외 이탈을 경험해, 스스로의 수술의 모습을 정확하게 묘사한 팸 레이놀즈 등은 현재로서는 뇌내 현상설로는 충분히 설명할 수 없는 특이한 사례이다.
1987년, 이언 스티븐 손은 신빙성이 높다고 본 다수의 '환생' 사례를 발표한다. 또, '과거생'에의 퇴행 최면도, 알렉산더 캐논 (1950)을 시작으로서 죠엘 호잇톤이나 헬렌 워무박크들에 의해, 1970년대 이후, 활발히 연구된다. 이렇게 하여, 그 때까지는 터부였던 '윤회' 사례의 연구가 정규의 대학에 소속하는 연구자에 의해서도 본격화해 간다. 다만, 본인이 '전생의 기억'이라고 인식하는 기억이 전생의 존재 증명이 될지에 대해서는 많은 의견이 있다. 미국에서는 브라이언 와이스 등의 정신과 의사에 의해서, 최면에 의해서 출생 이전까지 기억을 퇴행시켜, 전생 (이라고 주장하는) 이미지를 보는 일로, 스트레스의 완화, 심리적 외상, 그 외 많은 증상을 치료한다는 '전생 요법'을 했다. 1970 ~ 80년대에 걸친 미국에서는 최면치료에 의해서 어릴 적의 부모에 의한 학대나 강간의 기억을 '생각해 낸' 아이가 대부분 나타나 재판을 했지만, 최면에 의해서 '만들어진' 허위 기억이 많이 포함되어 있어 다수의 원죄가 만들어져 큰 사회 문제가 되었다. 만들어진 기억 (에피소드 기억, 과오 기억)은 과거에서의 사실이 아니라도, 주관에는 진실의 과거가 된다. 전생 요법 및 퇴행 최면은 환자에게 가짜 기억을 심어 버리는 위험성이 있다. 시술자가 의도적으로 유도하는 일도 가능하고, 의도하지 않아도 '만들어진 과거', '만들어진 전생'이라는 허위 기억을 심어 버릴 가능성은 부정할 수 없다.

### 양자뇌이론의 영혼의 실재 접근
케임브리지 대학의 수학자 러저 펜 로즈와 애리조나 대학의 스튜어트 하메로후는, 의식은 어떠한 양자 과정으로부터 생겨 온다고 추측하고 있다. 펜 로즈 등의 'Orch OR이론'에 의하면, 의식은 뉴런을 단위로서 생겨 오는 것이 아니라, 미소관으로 불리는 양자 과정이 일어나기 쉬운 구조로부터 생긴다. 이 이론에 대해서는, 현재는 회의적으로 생각되고 있지만 생물학상의 여러 가지 현상이 양자론을 응용하는 것으로 설명 가능한 점으로부터 조금씩 입증되고 있어 20년 전부터 주창되어 온 이 설을 근본적으로 부정할 수 있던 사람은 없다고 하메로후는 주장하고 있다..
임사 체험의 관련성에 대해 이하와 같이 추측하고 있다. '뇌에서 태어나는 의식은 우주 세계에서 태어나는 소립자보다 작은 물질이며, 중력·공간·시간에 물어지지 않은 성질을 가지기 위해, 통상은 뇌에 들어가고 있다'가 '체험자의 심장이 멈추면, 의식은 뇌에서 나와 확산한다. 거기서 체험자가 소생 했을 경우는 의식은 뇌로 돌아와, 체험자가 소생 하지 않으면 의식 정보는 우주에 계속 있다' 혹은 '다른 생명체와 결부되어 다시 태어날지도 모른다.'라고 말하고 있다.

### 일본

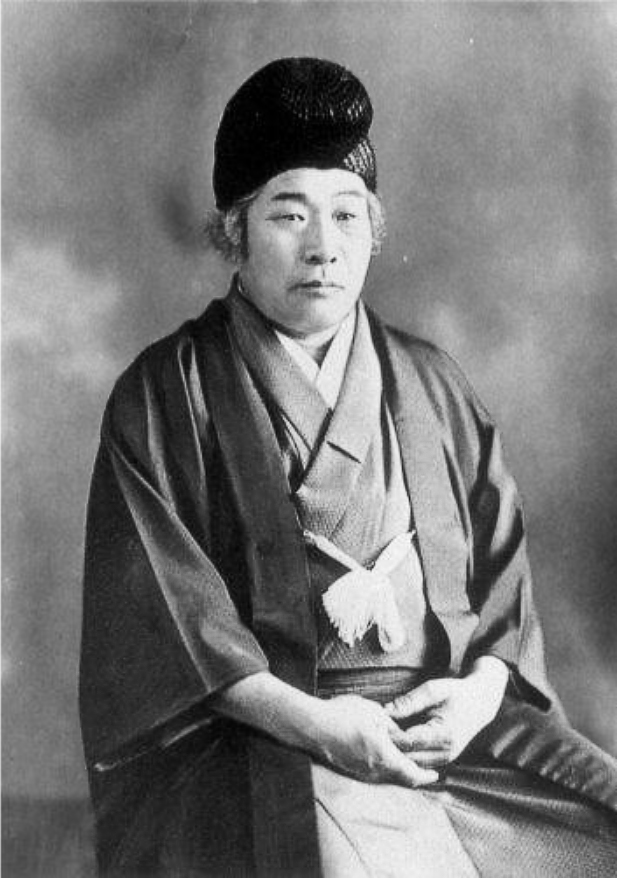
근본의 개조의 하나 출구 왕인 사부로 (1871년 - 1948년). 전81권 83권의 '영계 이야기'를 썼다. '영계 이야기'에는 스웨덴보리의 영향이 보인다.

일본에서도, 서양에서의 유심론의 대두와 거의 같은 시기의 에도막부 말기, '선경 이문'이나 '신계 이야기' 등, 히라타 아츠시윤 (1776년 - 1843년)과 그 문하에 의한 사후 세계의 연구나, 쿠로즈미교 (1814년 설립), 천리교 (1838년 설립), 금광교 (1859년 설립) 등, '제정신이라 할 수 없는 방법'에 의한 교파 신도의 성립이 잇따른다. 메이지 이후에는 불교 학자인 스즈키 다이세쓰 (1870년 - 1966년)가 사후의 세계를 그린 스웨덴보리의 저작 '천계와 지옥'등을 번역·소개해, 구미의 신비 사상·심령주의가 일본에도 전해져 붐이 되었다. 타이쇼 기에는 당시 가장 실시적인 심령 연구를 하고 있던 종교 단체·근본 (1892년 설립)이 거대 교단으로 성장해, 일본의 신종교·신신종교의 원류의 하나가 되었다. 시대가 쇼와에 들어가면, 근본을 멀어진 아사노화사부로 (1874년 - 1937년)가 심령 과학 연구회 (1923년)를 설립해 일본 신령주의 (일본 유심론)를 낳아, 구미의 심령 연구가 일본에 본격적으로 소개되어 겨드랑이 장생이 일본 신령 주의를 발전시켰다.
야나세 칸바시뜻 (1908년 - 2001년)에 의해서, '우주간의 제지구' (정사사, 1958년) 등 스베덴보리의 저작이 계속적으로 번역되어 이마무라 코이치 (1935년 - 2003년)에 의해서 '영계 일기'의 초역 '나는 영계를 보고 왔다' (총문사, 1975년), 올리버 로지 저 '사망자는 살아 있다' (총문사, 1975년), 전생을 기억하는 아이나, 영혼의 환생 등, 심령주의에 관한 서적이 출판되었다.
사후의 세계 붐 (1985년 즈음 — 1995년 즈음)
1971년에는 의사 엘리자베스 퀴블러 로스 (1926년 - 2004년)가 말기 환자를 대상으로 '죽어 가는 사람들의 심리'를 연구한 '죽는 순간' (카와구치 마사요시 역, 요미우리 신문사)이 출판되어 '죽음'에 주목이 모여, 임사 체험의 사례를 연구한 미국의 의사·심리학자 레이몬드 무디에 의한 '보람마 본 사후의 세계' (나카야마 요시유키 역, 평론사, 1977년)과 그 속편 '속이나 지금 본 사후의 세계' (구 타니 아키코 역, 평론사, 1989년)이나, 미국의 정신과교수 이언 스티븐 손들이 전생의 기억을 검증한 '전생을 기억하는 아이들' (일본 쿄우분사, 1990년)도 국역 되고 구미에서 진행되고 있던 '사후의 세계'나 '재생 (윤회전생)'에 관한 과학적인 연구 성과가 일본에 가져와졌다. '스웨덴보르그의 영계로부터의 수기' (경제계, 1985년) 등, 이마무라 코이치에 의한 스베덴보리의 소개도 계속되었다.
심령주의·신지학은 1960년대의 미국의 대항 문화를 배경으로서 1970년대 이후에 구미에서 퍼진 뉴 에이지 운동의 원류이기도 해, 일본에서는 뉴 에이지는 '정신 세계'로서 수용되어 1980년대에 퍼졌다. 심령주의 관계의 해외의 국역 등의 영향으로, 일본에서는 1980년대 중반부터 '사후의 세계 붐'이 학질, 1986년 즈음부터 사람의 수호영혼의 소리를 듣는다는 기보 아이코들이 영능자로서 텔레비전에 출연하게 되었다. 겨드랑이 장생의 문하 쿠와바라계선 (1921년 - 2013년)은 겨드랑이의 사상에 영국의 영계 통신의 내용을 가미시키고, 신 유심론 (1985년-)을 만들어 냈다. 또, 배우로서도 알려진 심령 연구가 탄바 테츠로에 의한 심령주의의 저작 '대영계 시리즈'가 1987년부터 출판되어 통산으로 250만 부에 이르러, 사후의 세계를 환상적으로 영상화한 영화 '탄바 테츠로의 대영계 죽으면 어떻게 된다' (1989년)는 속편 '탄바 테츠로의 대영계 2 죽었더니 놀랐다!!' (1990년)과 아울러 300만 명의 관객 동원수를 읽었다. 1991년에는 NHK가 임사 체험을 취재해 NHK 스페셜에서 방송되어 임사 체험이 일반 사회에도 침투하는 계기가 되었다. 이 방송은 종교나 오칼트의 문제라고 생각되고 있던 '임사 체험'에 NHK가 바로 정면으로부터 임한 것으로, 큰 반향을 불렀다. 또 티베트 불교 닝마파의 사망자의 머리맡에서 독송 되는 경전으로, 전생으로 권하는 빛으로 가득 찬 사후의 세계가 그려진, 통칭 티베트 사자의 서도 1990년대에 주목을 끌었다.
심령주의·근대 신지학은 행복의 과학 (1986 -), 옴 진리교 (1989 - 2000) 등의 일본의 신종교에도 영향을 주었다. 도쿄 외국어대학의 카시오 나오키는, 옴 진리교의 우주론의 골격에는, '정신 세계'의 조류 중에서도, 특히 심령주의나 근대 신지학의 영향을 간파할 수 있다고 지적하고 있다. 옴 진리교의 자기 구제·다른 사람 구제의 교의의 근본에는 몇 대 전부터의 전생에서 범한 죄가 축적한 업을 얼마나 제거해, 해탈하는가 하는 영혼 존속을 전제로 한 신념이 중요시되고 있었다.
1995년의 지하철 사린 사건 등 옴 진리교에 의한 일련의 사건의 영향으로, '사후의 세계'붐도 급속히 임종이 다가와, 심령주의나 영성의 분야가 미디어로 다루어지는 일도 큰 폭으로 줄어 들었다.
정신적·붐 (2000년대 초두) 이후
심령주의는 정신적·카운셀러를 칭하는 에하라 히로유키 (1964 -)를 계기로 다시 붐이 되었다. 강원은 아사다화사부로에 시작하는 일본식 심령학을 계승하는 단체의 하나인 일본 심령 과학 협회가 유파를 이어받지만, 영국에서도 심령주의를 배워, 심령주의에 현대의 세라피 문화를 받아 들여 현대풍으로 어레인지하고, 1989년에 '정신적·카운셀링'을 내걸어 유심론 연구소를 시작했다. 강원의 저작 '행운을 히기여 다투는 정신적 북' (2001년)이 베스트셀러가 되어, TV프로 '아우라의 샘' (2005 - 2009) 등 미디어에 활발히 노출하게 된 것으로, 심령주의는 '정신적'으로서 일반적으로 넓게 보급했다. '아우라의 샘'은 강원이 게스트 아우라나 전생이나 수호영혼, 아우라 등을 '령시'하고 어드바이스를 하는 프로그램에서, 정신적·붐을 낳았다. '아우라의 샘' 등의 정신적 프로그램은 일본 민간방송 연맹이 규정하는 다음 방송 기준의 관점으로부터 문제시되었다.
제8장 표현상의 배려 (54) 점, 운세 판단 및 이것에 비슷하는 것은 단정하거나 무리하게 믿게 하는 취급은 하지 않는다. 현대인의 양식에서 봐 비과학적인 미신이나, 이것에 비슷하는 인상, 손금, 골상, 인상, 가상, 묘상, 풍수, 운명·운세 감정, 영감, 령능 등을 채택하는 경우는, 이를 긍정적으로 취급하지 않는다.
전국변련 (전국 영감 상법 대책 변호사 연락회)은 2007년에, 일본 민간 방송 연맹이나 BPO (방송 윤리·프로그램 향상 기구) 등에, '영계나 사후의 세계에 도착해 안이하고 단정적으로 코멘트해, 운세 등을 절대시하는'프로그램을 시정하도록 요망서를 제출했다. 이에 따라, 정신적 프로그램에서는 '"전생", "수호영혼"은 현재의 과학으로 증명된 것이 아닙니다' 등의 거절의 텔롭을 흘리게 되었다. 종교 정보 센터의 후지야마 미도리는 점쟁이가 게스트를 감정하는 프로그램 '금요일의 키세키' (2010 - 2011)에서는 '전생' '아우라' '수호영혼' 등 '아우라의 샘'에서 비판된 말은 사용되지 않지만, 현대에는 비과학적으로 여겨지는 '영혼' '사후의 존재'를 긍정하는 표현을 볼 수 있다고 지적하고 있다.
2007년에 대학생을 대상으로 실시된 국학원대학에 의한 제9회 학생 종교 의식 조사에서는 '아우라의 샘'을 알고 있던 학생의 8할이 이 프로그램은 '강요'가 있다고 회답하고 있지만, '아우라의 샘'에서의 '영혼의 이야기'를 믿는지 라는 질문에는, 46.1%가 믿는다고 회답했다. 같은 조사에서 '영혼의 존재'를 믿는다고 회답한 학생은 68.6%로 많아, 2010년의 제10회 조사에서도 65.5%과 같은 수준으로 높다. NHK '일본인의 의식' 조사 (2008년)에서도, 젊은층을 중심으로 내세, 저승 등 사후 존속을 믿는 사람이 증가하고 있는 것이 나타나고 있다.
오리하라봐와의 소녀 소설〈천사 시리즈〉(1988년 ‐ 1991년), 토가시의박의 만화 '유☆유☆백서' (1990년 - 1994년), 타카하시 루미꼬의 만화 '경계의 RINNE' (2009년 -) 등의 작품에서도, 사후 존속, 사후의 세계, 영혼, 령체, 윤회전생이라는 심령주의의 개념이 받아들여지고 있어 인기를 얻고 있다.

## 참고 문헌
- 요시무라 타다시화 저 '심령의 문화사-정신적인 영국 근대'카와이데 쇼보 신사, 2010년
- 이소무라 켄타로 (2007). 《〈정신적〉은 왜 유행하는 것인가》. PHP 신서. PHP 연구소. ISBN 978-4-569-69036-0.
- 사쿠라이의수 (2009). 《영혼과 돈: 정신적·비즈니스의 구조》. 신쵸 출판사 신서. 신쵸오샤. ISBN 978-4-10-610315-5.
- 정형 케이코 (2003). 《생활대국 영국이 알려지지 않은 습관: 어른을 위한 정신적 라이프》. 다이와 서점. ISBN 4-479-01166-8.
- 미우라 기요히로 (2008). 《근대 유심론의 역사: 심령 연구로부터 초심리학에》. 코단샤. ISBN 978-4-06-214675-3.
- 쟈넷트 옵펜헤임 와다 칸바시구 역 (1992). 《영국 심령주의의 태두》. 공작사. ISBN 978-4-87502-191-9.
- 모리스 바바넬 (2005). 《고대영혼은 말한다-실버·바치의 령훈보다》. 번역 콘도천웅. 조문사. ISBN 978-4806313953.

## 같이 보기
- 영혼 / 영성 / 교령술
- Spiritualist church / Spiritual church movemen
- 천년왕국 / 제2차 대각성 / 사회주의 / 공상적사회주의 / 전원 도시
- 초혼 / 공수 / 무녀 / 콕크리씨 / 체네링
- 초심리학
- 임사 체험
- 후란티섹크·쿠프카: 프랑스 추상 회화의 창시자의 한 명. 전 영매.